# Storia di Marino

Lo stemma del comune di Marino.

La storia della città di Marino, in provincia di Roma, nell'area dei Castelli Romani, inizia con la comparsa dei primi insediamenti umani nel territorio comunale durante l'età del bronzo. Nel Medioevo il castello conosce il suo periodo di maggior splendore, sotto la signoria a turno dei Conti di Tuscolo, dei Frangipane, degli Orsini, della Camera Apostolica, dei Caetani, ed infine dei Colonna, di cui fu storica roccaforte. I fatti marinesi hanno avuto un'importanza spesso notevole nel contesto storico locale e, a volte, anche internazionale, tanto che diversi studiosi in varie epoche si sono cimentati nel raccogliere le memorie storiche di questa cittadina. Il castello è stato assediato svariate volte, con esiti alterni, subendo almeno quattro saccheggi e due distruzioni a fundamentis. Tuttavia, i feudatari e la Comunità si sono preoccupati in ogni epoca di erigere monumenti ad ornamento pubblico, come l'unico esempio di gotico nei Castelli Romani, l'ex-chiesa di Santa Lucia (XIII secolo), il santuario di Santa Maria dell'Acquasanta (XIII secolo), le rocche Frangipane (XII secolo) e Orsini (XIV secolo), Palazzo Colonna (XV-XVII secolo), la basilica collegiata di San Barnaba (XVII secolo), Palazzo Matteotti (XIX secolo), e molte altre opere pubbliche. A Marino sono nate, hanno vissuto o si sono legate in qualche modo, anche numerose personalità importanti della politica, delle arti, della religione, della finanza.

## L'età antica

### Il periodo pre-romano
I primi insediamenti umani individuati nel territorio di Marino risalgono al I millennio a.C.: infatti, presso le località Riserva del Truglio e Costa Caselle, ai margini del territorio comunale verso Grottaferrata e Rocca di Papa, sono state rinvenute alcune sepolture appartenenti ad una necropoli datata intorno al periodo laziale III (770 a.C.-730 a.C.). Altre necropoli risalenti al periodo pre-romano furono rinvenute nei primi decenni del Novecento nelle località Campofattore, Monte Crescenzo e Pascolari di Castel Gandolfo.
Alcuni archeologi e storici hanno sostenuto che presso il Barco Colonna, ai piedi del centro storico moderno, sarebbe sorto un tempo il Caput Aquae Ferentinum con il Locus Ferentinum, ovvero il luogo in cui si radunavano i delegati della Lega Latina nelle giornate dei Prisci Latini -situato presso la leggendaria capitale di Alba Longa-. Solo recentemente è stata proposta l'ubicazione del Locus Ferentinus presso la frazione Cecchina di Albano Laziale. I reperti relativi al Locus Ferentinae, individuati già dallo studioso ed archeologo ottocentesco Girolamo Torquati, sono oggi andati in gran parte perduti: gli scavi effettuati in questa zona per la realizzazione di una zona di edilizia economica e popolare da 462 appartamenti, avviati nel corso del 2008, potranno forse fornire ulteriori lumi sulla controversa questione.
Grossomodo presso le attuali frazioni di Frattocchie e Due Santi doveva sorgere già dall'età pre-romana la città di Bovillae: la sua fondazione è avvolta nel mistero, e collocata sicuramente durante il periodo di esistenza della leggendaria capitale latina di Alba Longa, di cui probabilmente Bovillae fu colonia. La città ad ogni modo raggiungerà la sua prosperità nel primo periodo della dominazione romana, fino al I secolo a.C. circa.
Poco distante da Bovillae, presso l'attuale frazione di Santa Maria delle Mole, è stata individuata l'ubicazione dell'insediamento pre-romano di Mugillae, residenza di un ramo della gens Papiria e in età repubblicana patria di almeno tre consoli: venne probabilmente distrutta dai Volsci di Gneo Marcio Coriolano nel 490 a.C. e da allora non viene mai più menzionata. Oggi l'area archeologica è a rischio urbanizzazione selvaggia.

### La dominazione romana

#### Il periodo monarchico
La data convenzionale della distruzione della città di Alba Longa da parte dei Romani, regnati dal terzo re di Roma Tullo Ostilio, è il 668 a.C.: in questo anno il Latium vetus, ovvero le quarantasette città confederate nella Lega Latina, furono di fatto assoggettate a Roma che strinse con esse un vincolo sempre più forte fino a soffocare completamente ogni loro autonomia politica.
La popolazione della capitale albana distrutta che non fu deportata a Roma prese a quanto sembra residenza nella ex-colonia di Bovillae, e sempre a Bovillae rinacquero le antiche istituzioni religiose latine delle Virgines Albanae o i Pontifices Albani ed i Salii Albani. Perciò, gli abitanti della città in età monarchica e repubblicana si chiamavano Albani Longani Bovillenses, fregiandosi della discendenza diretta dalla leggendaria capitale albana.

#### Il periodo repubblicano

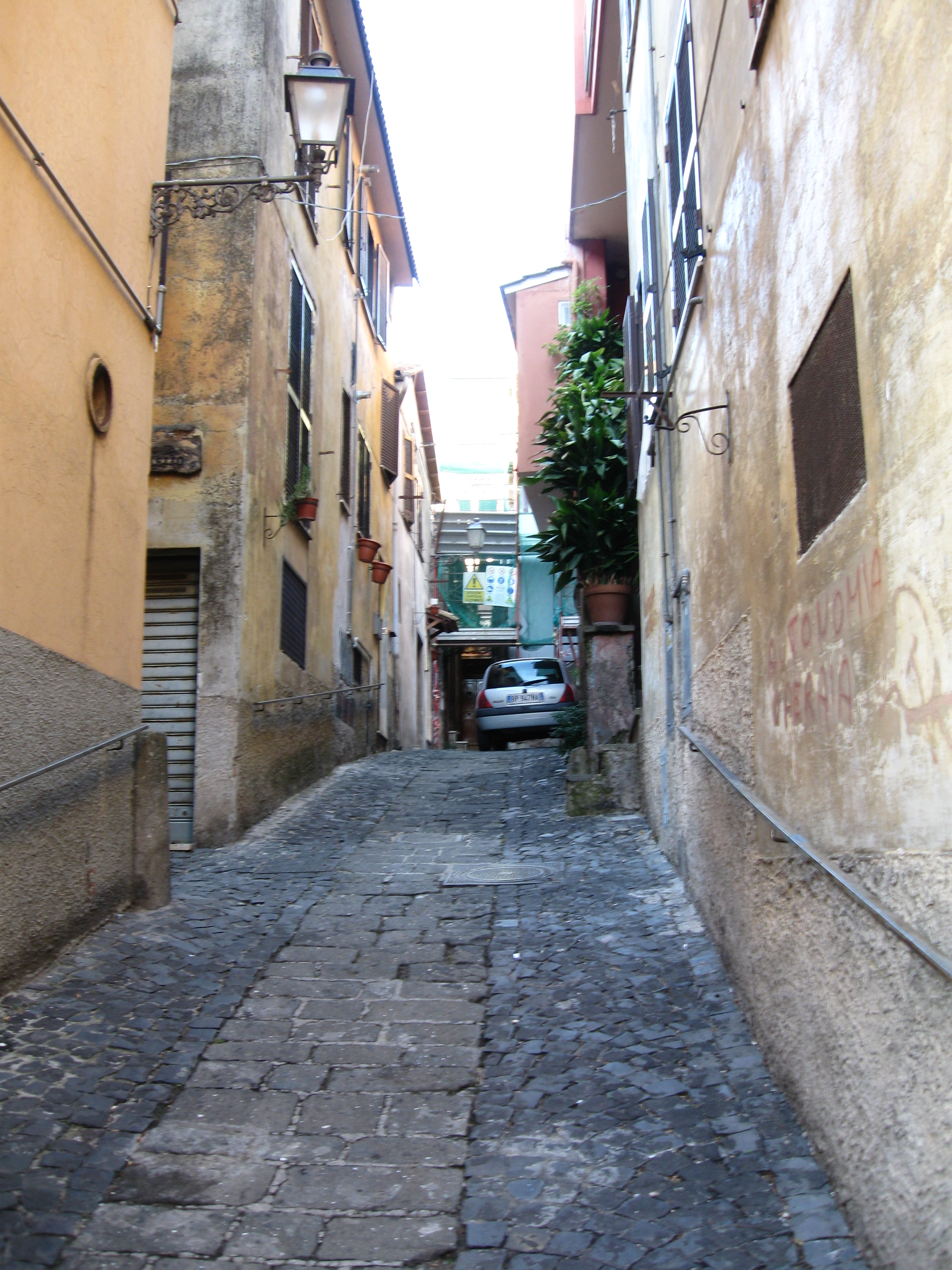
Un vicolo del rione Castelletto nel centro storico di Marino.

Nel 490 a.C. Gneo Marcio Coriolano, alla testa di una minacciosa armata di Volsci, assedia e saccheggia numerose città dell'Agro Romano fedeli a Roma, e tra esse Mugillae, antico insediamento collocato a poca distanza da Bovillae presso l'attuale Santa Maria delle Mole, e Bovillae stessa, che gli oppose una valorosa resistenza ma nonostante ciò venne saccheggiata delle sue ingenti ricchezze.
Nel 312 a.C., quando il censore Appio Claudio Cieco fece incominciare la costruzione della via Appia ricalcando l'antico percorso tra Roma e la Campania che già passava per Bovillae, la città divenne sede di taberna a metà strada tra Roma e la prima statio, Aricia.
Al termine della travagliata guerra civile tra Mario e Silla (86 a.C. - 82 a.C.), dopo la battaglia di Porta Collina (2 novembre 82 a.C.) e l'ascesa al potere di Lucio Cornelio Silla, venne emanata la lex Sullana, che ordinò la centuriazione e la distribuzione ai suoi soldati veterani delle terre a sud di Roma incluse tra Bovillae, Castrimoenium -l'attuale Marino, di fondazione appunto sillana- e Tusculum. Queste zone erano state la roccaforte dei seguaci di Gaio Mario e poi di Gaio Mario il giovane, e la decisione di installarvi dei fedelissimi alla nascente dittatura sillana non fu certo una scelta casuale. Da questo momento storico, inizia il lento declino di Bovillae: addirittura Marco Tullio Cicerone, nell'orazione Pro Plancio, dichiara che ai suoi tempi a stento un delegato bovillense si presentava alle riunioni religiose della Lega Latina
Come già accennato, in età repubblicana nel territorio della prima circoscrizione di Marino sorse la colonia romana -poi municipium- di Castrimoenium, come confermano Gaio Plinio Secondo nella Naturalis Historia e Sesto Giulio Frontino, nel De Coloniis. L'esistenza di Castrimoenium è comprovata da numerose iscrizioni e lapidi rinvenute in tutto il territorio della prima circoscrizione di Marino, il che porterebbe ad escludere la coincidenza di Castrimoenium con i Castra Albana fondati attorno al 183 da Settimio Severo in luogo dell'odierna città di Albano Laziale, coincidenza ipotizzata da alcuni storici. La controversia archeologica verte dunque sull'ubicazione del castrum in questione presso la località Castel de' Paolis -ai confini comunali con Grottaferrata e Ciampino- o presso il pieno centro storico di Marino, nel rione Castelletto. Entrambi i toponimi hanno a che fare con il toponimo antico, ed in entrambi i luoghi sono stati effettuati abbondanti ritrovamenti di materiali romani: tuttavia mentre per Castel de' Paolis si crede che i resti romani appartengano ad una villa suburbana di età imperiale di proprietà della famiglia patrizia degli Scriboni-Libones, per il Castelletto è più plausibile che vi sorgesse un abitato di origine militare come Castrimoenium, visto che buona parte degli attuali vicoli del rione mantengono la caratteristica ortogonalità dei castra romani.
Il 20 gennaio 52 a.C. Publio Clodio Pulcro, avversario politico per l'ascesa al consolato di Tito Annio Milone, venne trucidato dai sicari di quest'ultimo in prossimità della taberna di Bovillae, poco lontano dalla propria villa identificata oggi presso la villa del Pontificio Collegio Nordamericano nella località Ercolano di Castel Gandolfo. Il corpo di Clodio venne portato a spalla dai suoi sostenitori presso la taberna di Bovillae, dove fu esposto alla pietà popolare prima delle esequie pubbliche che si tennero nel Foro Romano.

#### Il periodo imperiale

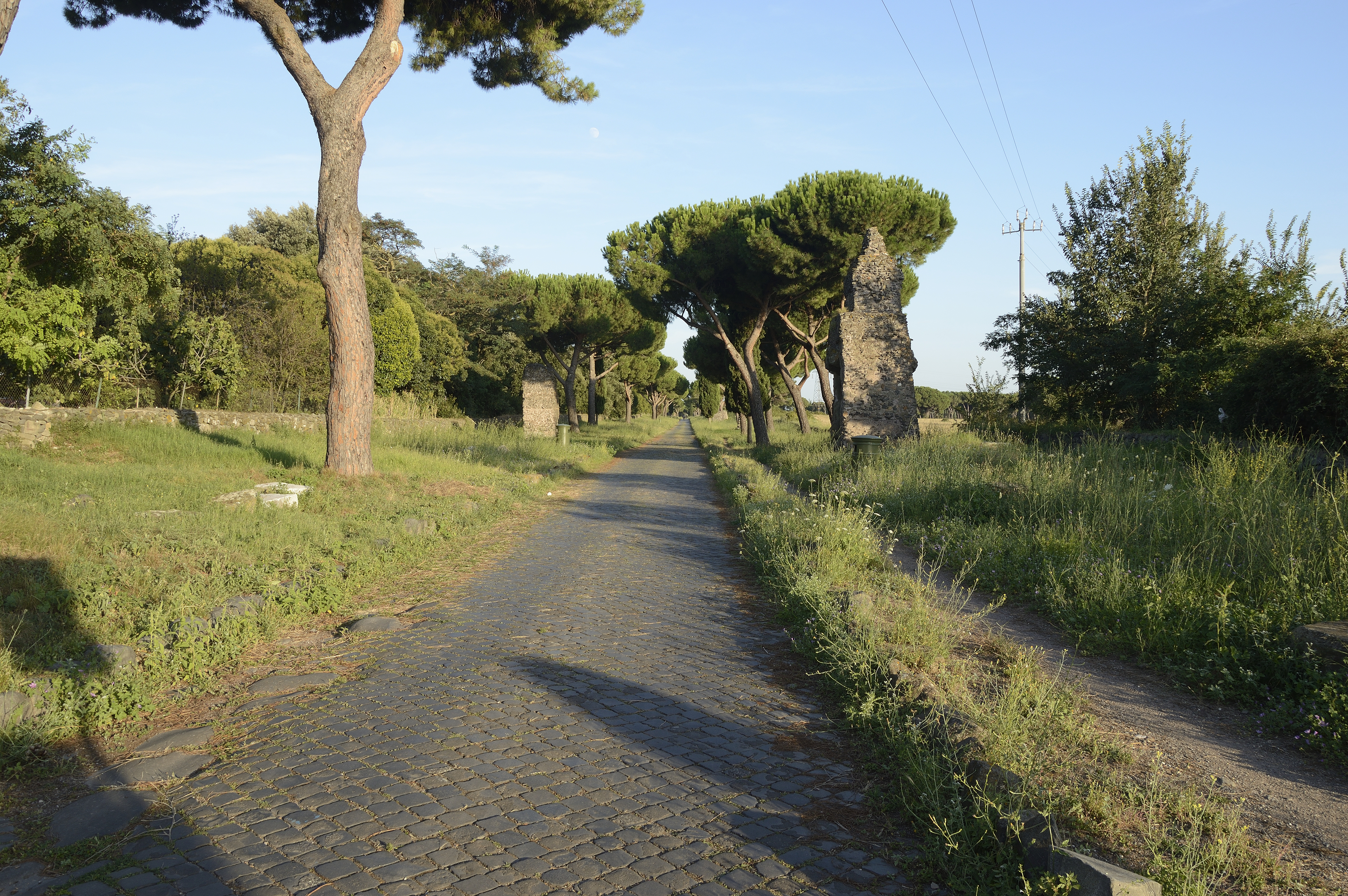
La via Appia Antica presso Santa Maria delle Mole.

Nei giorni immediatamente successivi alla morte di Ottaviano Augusto, avvenuta a Nola il 19 agosto 14, un imponente corteo funebre partì dalla città campana e percorse tutta la via Appia verso nord fino a Roma. La salma venne anche esposta a Bovillae, dove i decurioni -la suprema magistratura del municipium- la consegnarono agli equites giunti da Roma per portare l'augusto defunto nella Capitale. Nel 17 il successore di Augusto nel governo dell'impero romano, Tiberio Claudio Nerone, ordinò che la dinastia Giulio-Claudia e la memoria del suo patrigno venisse celebrata a Bovillae, luogo d'origine supposita della Gens Iulia, con i solenni Sodales Augustales. Per questo scopo sorse l'imponente circo, il teatro ed il sacrario della Gens Iulia.
Nel territorio di Marino sono stati rinvenuti i resti di molte ville patrizie suburbane. La villa forse più monumentale è quella che ha fornito da base alla medioevale struttura del Castrum Pauli, in località Castel de' Paolis, presso il comune di Grottaferrata: viene attribuita alla famiglia patrizia Scriboni-Libones. Un'altra grande villa venne rinvenuta nel 1880 durante i lavori di costruzione della ferrovia Roma-Albano: venne scavata nel 1884 da Luigi Boccanera e attribuita a Quinto Voconio Pollione: la sua superficie è valutata sui 103 metri x 70 e al suo interno sono stati ritrovati alcuni reperti archeologici come l'Apollo Pythios oggi conservato dalla Provincia di Roma. Altre due ville di età imperiale sono state individuate da Thomas Ashby e poi dall'archeologo albanense Giuseppe Lugli presso il Torraccio di Due Santi.
Una possessio Marinas, identificabile con l'attuale città di Marino, compare nel Liber Pontificalis, tra i beni inclusi nella donazione fatta da Costantino il Grande alla basilica cattedrale di San Giovanni Battista in Albano Laziale, risalente al pontificato di papa Silvestro I (314-335).

## Il medioevo

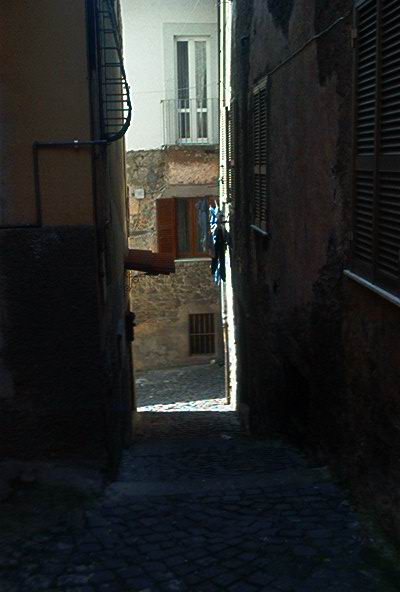
Una vicolo del rione Santa Lucia.

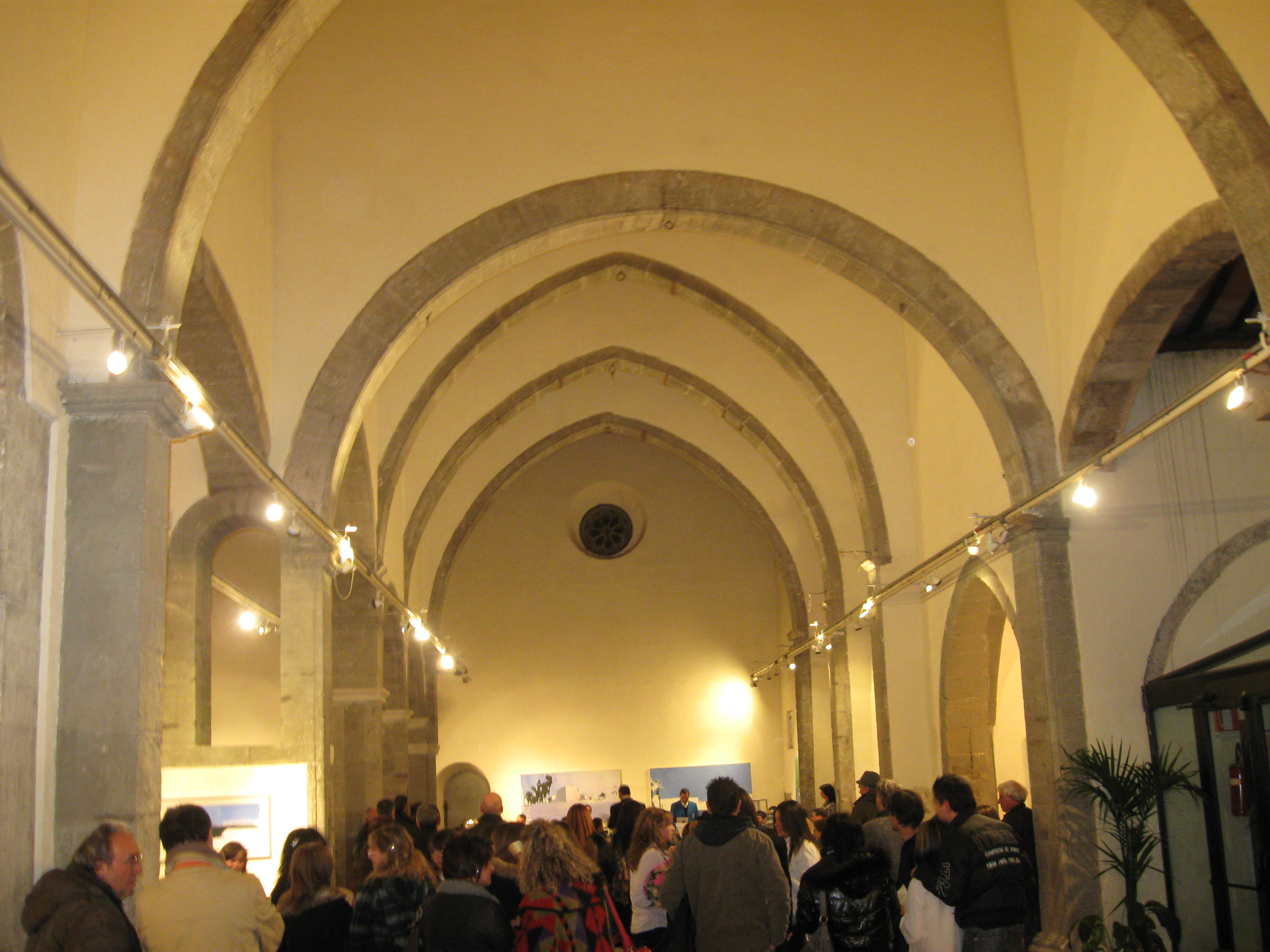
La navata centrale dell'ex-Chiesa di Santa Lucia, oggi Museo Civico Umberto Mastroianni.

Una delle tre torri rotonde della Rocca Frangipane in piazza Giacomo Matteotti dopo il bombardamento aereo anglo-americano del 2 febbraio 1944.

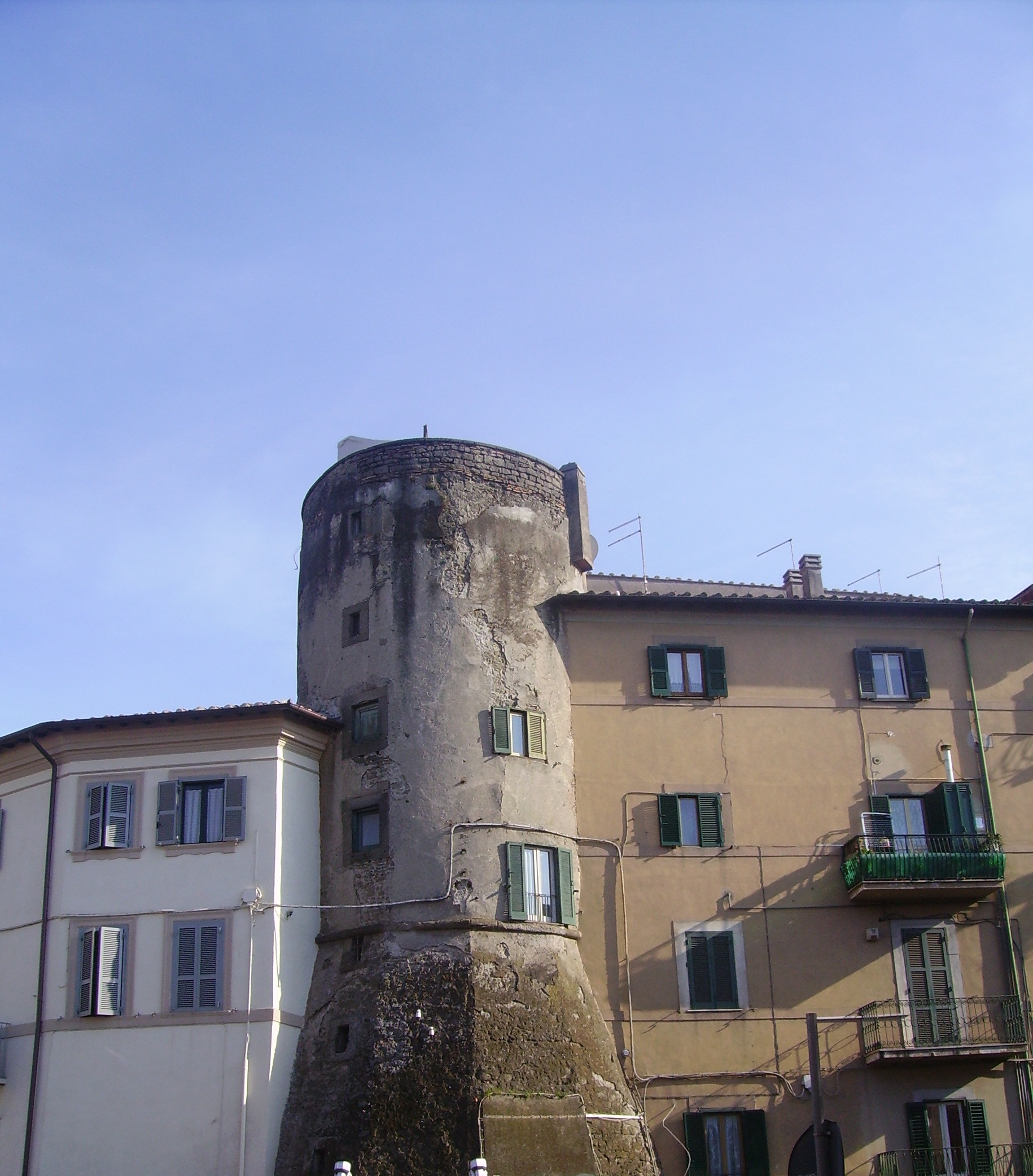
Un'altra delle tre torri rotonde in piazza Giacomo Matteotti.

### Dall'alto Medioevo al Duecento
La prima citazione di una possessio Marinas identificabile con l'attuale città di Marino compare nel Liber Pontificalis, tra i beni inclusi nella donazione fatta da Costantino il Grande alla basilica cattedrale di San Giovanni Battista in Albano Laziale, risalente al pontificato di papa Silvestro I (314-335).
Il castrum Marinei tuttavia viene menzionato con certezza in un passo del Chronicon Sublacense risalente al 1090 -ma secondo alcuni studiosi interpolato successivamente-, tra i beni concessi da Agapito I dei Conti di Tuscolo in dote ad una figlia sposa di Oddone Frangipane. In ogni modo, la prima citazione inconfutabile di Marino risale al 1114, in un atto di vendita di alcune case in Roma siglato da un "Tedemarius abitatoris in castro qui vocatur Mareni".
Fin dalle sue origini, dunque, Marino era un luogo fortificato. Il primo nucleo urbano viene tradizionalmente identificato con il rione Castelletto, probabilmente erede dell'antica colonia militare di Castrimoenium: le strade mantengono infatti una certa ortogonalità ed è possibile anche individuare quelli che sarebbero cardo e decumano dell'antico accampamento romano, ovvero via San Giovanni -cavalcata nel tratto finale da un suggestivo archetto- e via Sant'Antonio. La prima parrocchiale fu quella di San Giovanni Battista, sconsacrata nel Seicento ed oggi completamente distrutta, ed identificata con esattezza solo recentemente dallo studioso Vincenzo Antonelli grazie ad alcuni elementi presenti in un cortile interno di via San Giovanni.
Nel basso Medioevo il borgo si espanse progressivamente verso SE lungo l'altura di peperino sulla cui sommità -373 m s.l.m., oggi piazza Giacomo Matteotti- i Frangipane fecero edificare una rocca quadrilatera, abbattuta in un periodo imprecisato e di cui rimangono tre torri rotonde inglobate negli edifici circostanti. La nuova espansione corrisponde agli attuali rione Santa Lucia e rione Coste, ed era attraversata dall'importante arteria di via Santa Lucia e di via Posta Vecchia: la denominazione di quest'ultima strada denuncia che molto probabilmente per di qui passava in origine la via corriera e postale tra Roma e Napoli, passante per Marino fino agli anni ottanta del Settecento.
Venne edificata una nuova parrocchiale, la chiesa di Santa Lucia, sconsacrata assieme all'altra parrocchiale di San Giovanni nel Seicento e riadattata ad uso profano nei secoli successivi, fino a diventare sede del Museo Civico Umberto Mastroianni. La chiesa sorse nel XII secolo su una cisterna romana in abbandono, e venne ricostruita nel Duecento probabilmente su commissione della feudataria Giacoma de Settesoli, in gotico italiano (è l'unico esempio di gotico cistercense nei Castelli Romani).
La cerchia muraria nel periodo basso-medioevale abbracciava sia il Castelletto che la nuova espansione; a NO correva lungo l'attuale via Massimo d'Azeglio, a E lungo gli attuale via Giuseppe Garibaldi e corso Trieste, a SE la Rocca Frangipane segnava l'ingresso al castello per chi proveniva da Albano Laziale o da Frascati, Rocca di Papa e Velletri, mentre ad O il rione Coste era delimitato naturalmente dal profondo burrone delle cave di peperino. Nelle mura si aprivano in questa fase almeno due porte: porta Romana, diretta verso N, e la porta esterna della Rocca Frangipane, che accoglieva i tracciati provenienti da O, E e S.
Ancora oggi è rimasta una forte traccia della cerchia muraria medioevale nella toponomastica: la moderna espansione urbanistica del quartiere Borgo Garibaldi, fuori porta Romana verso N, è chiamata For de porta, mentre le case situate lungo via Giuseppe Garibaldi e corso Trieste sono For de mura; piazza Giacomo Matteotti infine è ancora 'a Porta.
Il rione Castelletto ed il rione Santa Lucia, stretti attorno alle rispettive chiese parrocchiali, avevano ognuno diritto ad un forno e ad un macello, come provato da alcuni toponimi di strade quali via dei Forni di Santa Lucia e via dei Forni di Sant'Antonio.

### Il Trecento
(Girolamo Torquati, Studi storico-archeologici sulla città e sul territorio di Marino, vol. I cap. XIX p. 174.)
Nel Trecento, il sistema difensivo del centro storico di Marino venne ampliato. Il castello aveva acquistato un'importanza crescente: nel 1267 Arrigo di Castiglia, senator della città di Roma ed agguerrito ghibellino, assediò il guelfo Rainaldo Orsini a Marino, ma non riuscì ad espugnare la posizione poiché Rainaldo "in castro Marini non sine audace promptitudine receptavit". Nel 1347 il tribuno Cola di Rienzo, nel tentativo di debellare i riottosi baroni romani, si spinse a Marino per assediarvi Rainaldo e Giordano Orsini: il castello resistette, tanto che Cola dovette ripiegare sul più abbordabile castello di Castelluccia; tuttavia, il danno economico causato dal transito dell'esercito di Cola fu enorme per il feudo. Così riferisce dell'assedio di Marino l'Anonimo romano nella Cronica.
Il castello di Marino subì un terzo imponente assedio nel giro dello stesso secolo, durante la guerra tra papa Urbano VI e l'antipapa Clemente VII seguita allo Scisma d'Occidente: il 29 aprile 1379 infatti l'esercito papalino comandato da Alberico da Barbiano e composto da mercenari italiani affrontò l'esercito anti-papalino dei mercenari francesi guidati dal conte di Montjoie si affrontarono nella battaglia di Marino, combattuta nella vallata ad E del paese verso Grottaferrata -oggi conosciuta come Valle dei Morti, forse a causa di questa sanguinosa battaglia-. La vittoria arrise agli italiani, e l'antipapa Clemente VII fu costretto ad abbandonare l'Italia e a riparare ad Avignone. Il castello di Marino, governato da Giordano Orsini sostenitore dell'antipapa, venne assediato dalle truppe papaline guidate dal figlio stesso di Giordano, Giacomo Orsini, che espugnò il castello paterno il 2 giugno 1379.
In tutti questi sconvolgimenti militari, la cerchia muraria verrà risistemata, arricchita da un fossato -nel 1269 i monaci cistercensi del convento di Santa Maria ad Nives di Palazzolo risultano possidenti di terreni a Marino in località "Boccafossati"- ed ampliata, verso E con le cosiddette "Camere Nuove" e con l'apertura di una nuova porta verso Roma e verso Grottaferrata, porta Giordana -probabilmente così denominata in onore del feudatario Giordano Orsini-. Inoltre, a valle del rione Coste, lungo il corso della marana delle Pietrare presso le cave di peperino, venne edificata la suggestiva torre d'Ammonte che non si esclude potesse far parte di un più vasto sistemo difensivo a valle, come ipotizzato dallo studioso Giuseppe Tomassetti.

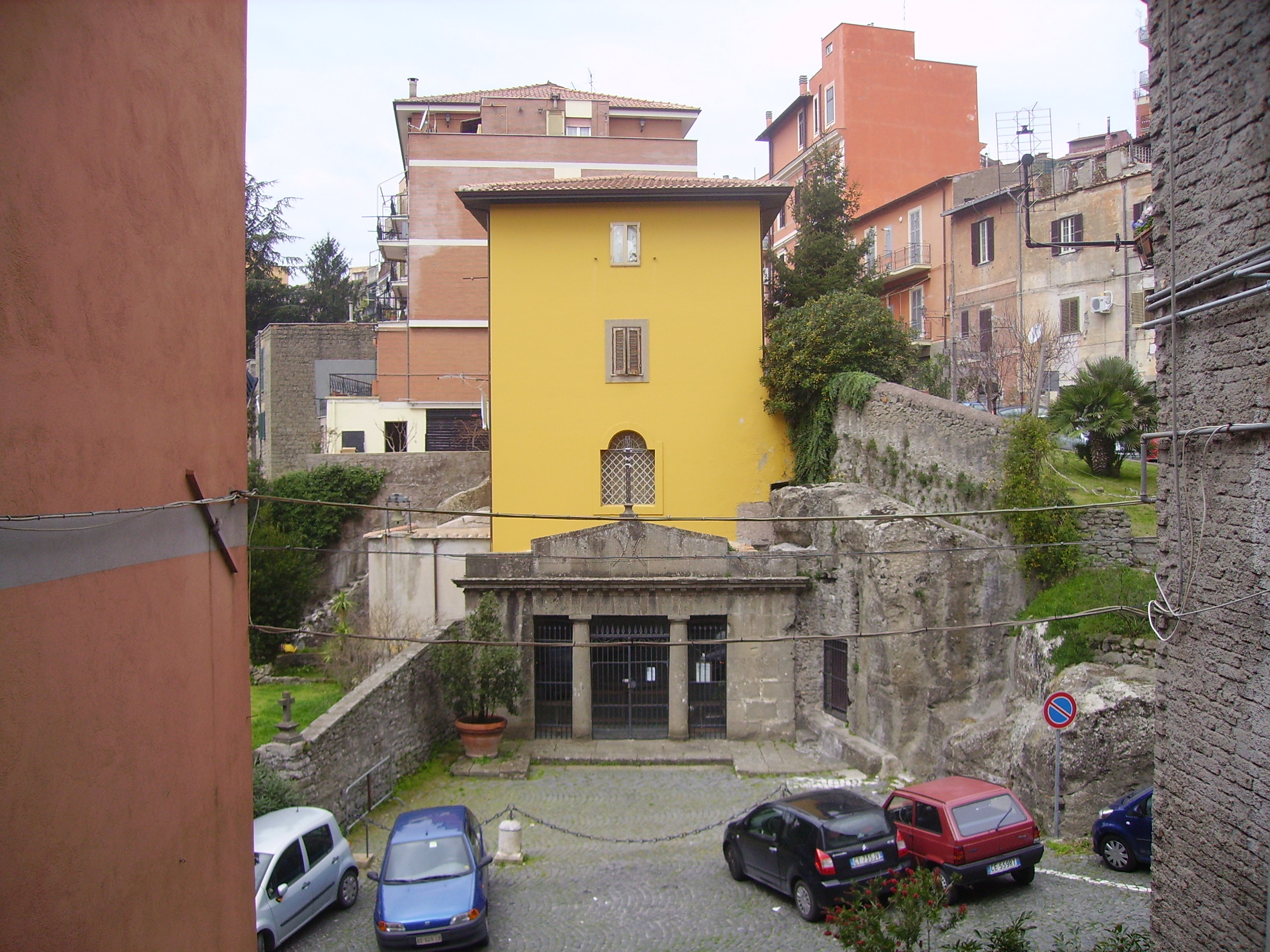
Il santuario di Santa Maria dell'Acquasanta.

Durante tutto il quarantennio dello Scisma d'Occidente (1379-1417) Marino fu sottoposta a numerosi assedi e contro-assedi da parte delle opposte fazioni in lotta. Come si è detto, nel 1379 il castello era stato conquistato da Giacomo Orsini, che scacciò suo padre Giordano: questi riparò presso il nipote Onorato Caetani, antipapalino come lo zio. Alla morte di Giordano Orsini nel 1384, Giacomo venne dichiarato figlio illegittimo e Onorato proclamato erede universale dei feudi dello zio: pertanto già nel 1385 Giacomo Orsini era scacciato da Marino con le armi da Onorato. Tuttavia, nel 1399 papa Bonifacio IX indisse una crociata contro i Caetani rei di aver tramato contro di lui, e Marino venne occupata dalle truppe pontificie ed annessa ai feudi della Reverenda Camera Apostolica come castellania. Nel 1404 il castellano Pietro Passerelli provò a dichiararsi indipendente, ma già nel 1405 Marino era stata occupata nuovamente dalle truppe pontificie. Nello stesso anno tuttavia il castello viene occupato nientemeno che da Giacomo Orsini, la cui sovranità tuttavia non durò a lungo, se nel 1408 il re di Napoli Ladislao I di Napoli, che stava invadendo lo Stato della Chiesa per impadronirsene, annesse il feudo di Marino ai beni della corona napoletana prima di concederlo ai suoi alleati Giordano e Niccolò Colonna. Al termine dell'invasione napoletana, il feudo tornerà sotto il dominio della Camera Apostolica fino al 1413, anno di una nuova invasione napoletana che vide Giacomo Orsini, schierato con i napoletani, impadronirsi del castello. Ma anche stavolta, morto il re Ladislao I di Napoli il 6 agosto 1413, Giacomo perse definitivamente il dominio del castello che tornò ai Caetani, sotto il cui dominio rimase fino all'acquisto del feudo da parte dei Colonna nel 1417.
In tutto ciò, il sistema difensivo del centro storico subì notevoli contraccolpi, e si rese necessario costruire una nuova rocca in grado di resistere agli assalti meglio della vecchia rocca duecentesca dei Frangipane. Il capitano d'arme di Santa Romana Chiesa Paolo Orsini, durante uno dei periodi di dominazione ecclesiastica del feudo, ordinò così la costruzione della cosiddetta Rocca Orsini, situata al centro del paese, a metà strada tra il rione Santa Lucia, il rione Coste ed il rione Castelletto, nello stesso luogo -e sulle stesse fondamenta- dell'attuale Palazzo Colonna. Si ipotizza anche che la rocca trecentesca dell'Orsini sia sorta inglobando un'antica fortificazione dell'XI secolo edificata al tempo della dominazione dei Conti di Tuscolo.

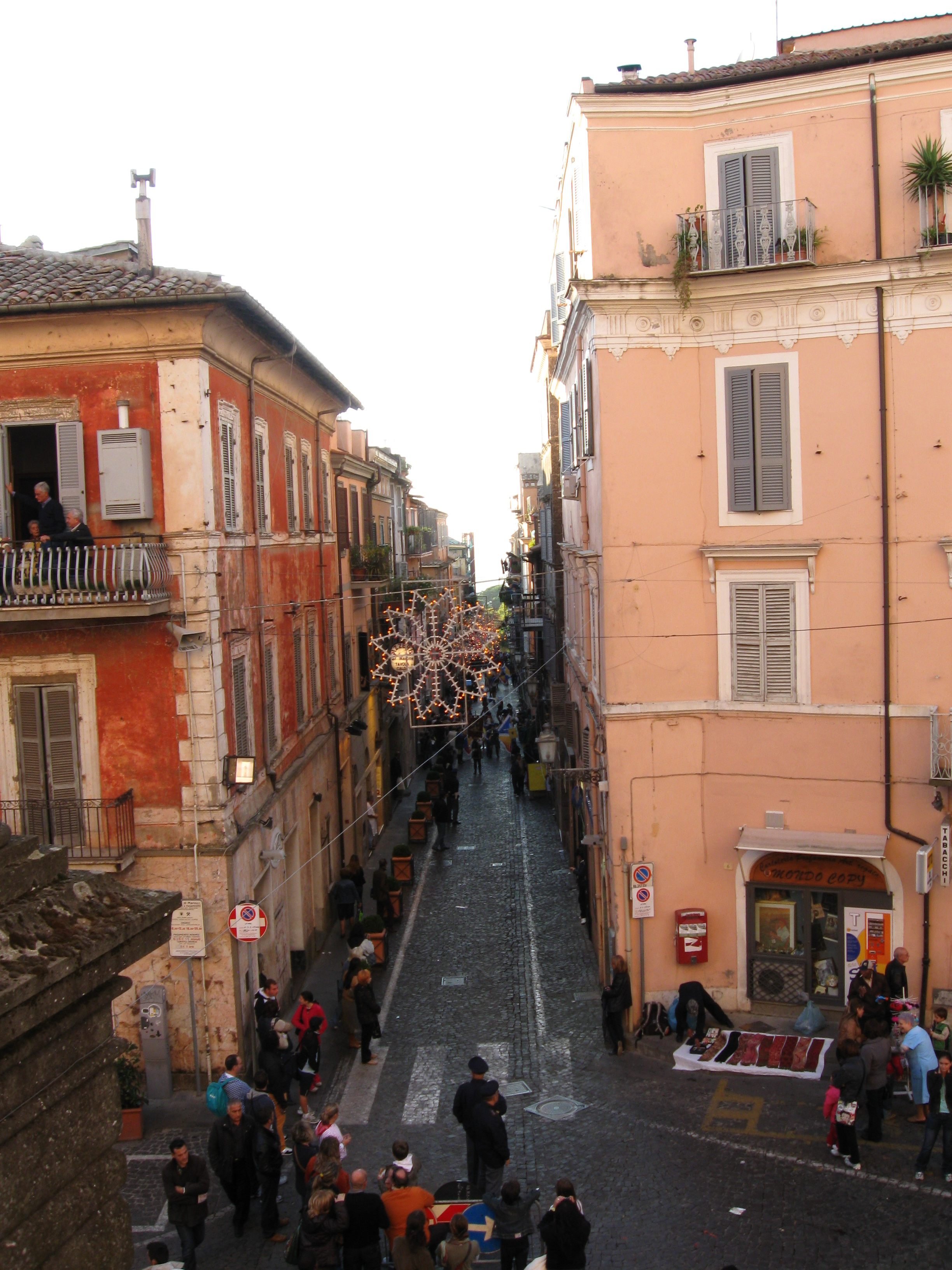
Via Roma dalla scalea di Palazzo Colonna.

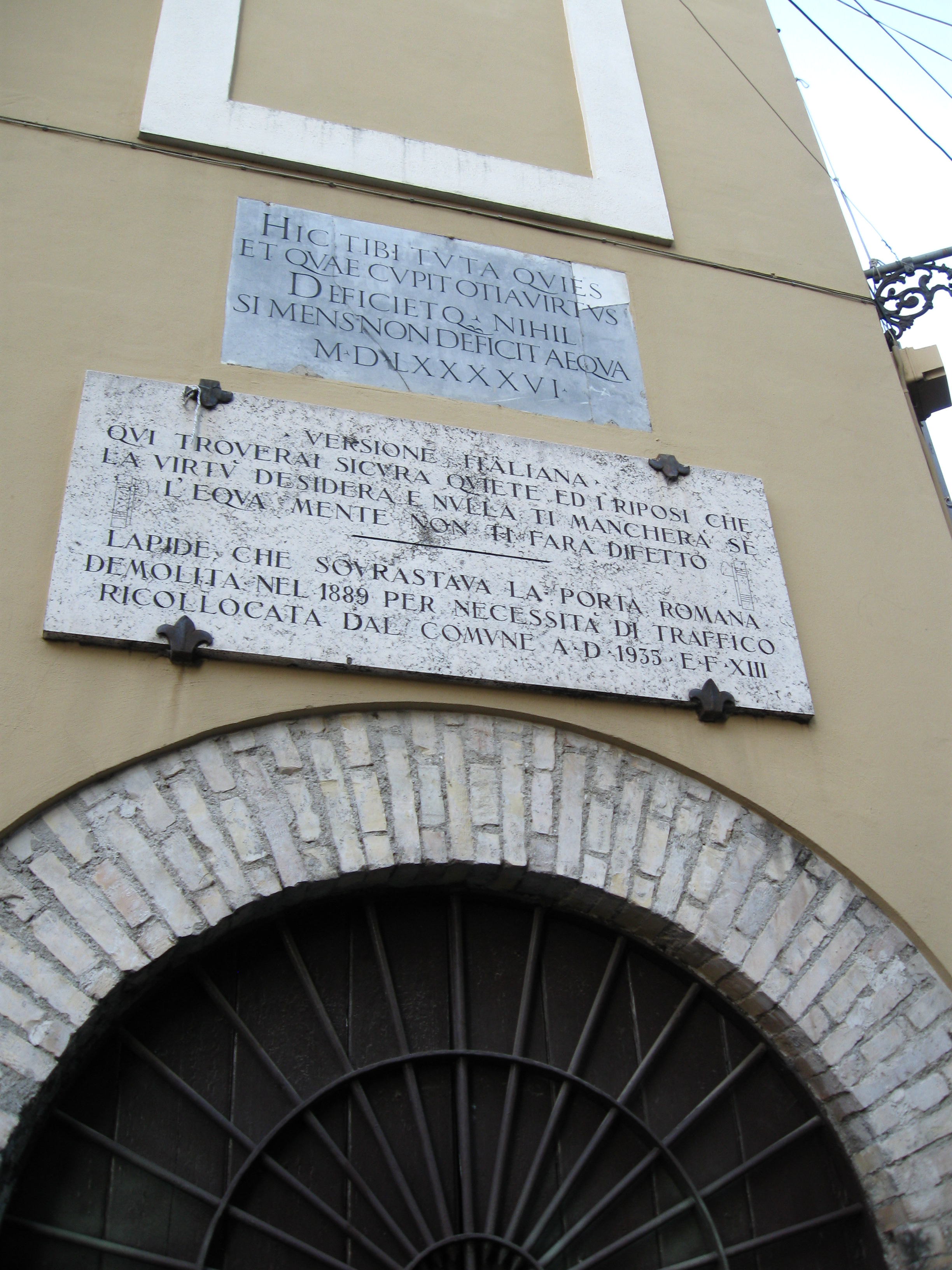
Una lapide commemorativa apposta sul luogo della distrutta porta Romana, principale accesso al castello provenendo da Roma.

### Dal Quattrocento al Cinquecento
Nel 1417 dunque il feudo di Marino venne acquistato per 12.000 fiorini da Giordano e Lorenzo Colonna. Negli anni del pontificato di papa Martino V (1417 - 1431) il feudo visse un periodo di pace e di ripresa economica. Dopo la morte di Martino V, tuttavia, il suo successore papa Eugenio IV si schierò a tutto campo contro gli ormai potentissimi Colonna: il 18 maggio 1431 essi furono scomunicati e chiamati dal Papa "improba domus sive progenies de Columna"; perdonati dietro pagamento della modica cifra di 35.000 fiorini, tuttavia Antonio Colonna di Riofreddo si riservò azioni contro il Papa presso il concilio di Basilea -che appoggiava qualsiasi azione contro Eugenio IV- e si rifiutò di versare altri 30.000 fiorini nelle casse papali. Ciò fece infuriare Eugenio IV, che scomunica nuovamente i Colonna nel 1433 e sequestrò i loro beni, ma fu costretto a fuggire rocambolescamente da Roma a Firenze incalzato dall'insurrezione armata delle principali famiglie baronali romane, dai Prefetti di Vico ai Savelli alleati dei Colonna. Il capitano d'arme di Santa Romana Chiesa Orso Orsini nel 1434 si spinse fin sotto le mura di Marino nell'inseguimento del capitano di ventura al soldo dei baroni Antonio da Pontedera. Nel maggio 1436 il cardinale arcivescovo di Firenze Giovanni Maria Vitelleschi, comandante di un potente esercito pontificio, giunse anch'egli ai piedi di Marino ma non volle assediare il castello, preferendo saccheggiare e radere al suolo i vicini castelli di Borghetto di Grottaferrata, Castel Gandolfo, Castel Savello ed Albano Laziale, tutti feudi della famiglia Savelli. I Colonna furono colpiti duramente e piegati dallo stesso Vitelleschi con la conquista e la leggendaria e selvaggia distruzione dalle fondamenta della loro roccaforte di Palestrina, nell'agosto 1436. Con la sconfitta dei Colonna, i loro feudi furono annesi dalla Camera Apostolica e tale rimase la situazione fino alla morte di papa Eugenio IV avvenuta il 26 giugno 1448.
Nel 1453 venne sollevata una controversia in merito ai confini orientali dei feudi di Marino e Rocca di Papa tra Antonio, Odoardo ed il cardinale Prospero Colonna da una parte e l'abbazia di Santa Maria di Grottaferrata dall'altra: papa Niccolò V il 26 ottobre nominò infatti un commissario pontificio ad acta.
Il castello di Marino nel 1482 fu nuovamente coinvolto in una guerra, questa volta combattuta tra papa Sisto IV ed il re di Napoli Ferrante d'Aragona. I Colonna ed i Savelli si schierarono apertamente con i napoletani, comandati dal duca di Calabria Alfonso d'Aragona, che il 5 giugno 1482 occupò il Borghetto di Grottaferrata e minacciò apertamente Roma con incursioni nell'Agro Romano: in una di queste incursioni, tredici marinesi saranno catturati e rinchiusi nelle carceri di Tor di Nona, con promessa di liberazione dietro pagamento di un riscatto di 110 ducati. Alfonso d'Aragona decide di "scaricare" l'ingombrante alleato colonnese ed il 16 luglio occupa l'abitato di Marino, imprigionando Lorenzo Colonna: la Rocca Orsini tuttavia resisterà ai napoletani fino al 25 luglio. Il 21 aprile 1482 il capitano d'arme di Santa Romana Chiesa Roberto Malatesta sconfisse Alfonso d'Aragona nella battaglia di Campomorto: dopo ciò, i napoletani si ritirarono dallo Stato della Chiesa e già il 24 agosto il castello di Marino venne riconquistato dall'esercito pontificio.
Vista l'infedeltà dei Colonna, papa Sisto IV il 10 settembre 1482 incamerò tutti i loro feudi come beni della Reverenda Camera Apostolica, nominando come castellano di Marino suo nipote Innocenzo della Rovere.
Tuttavia, nella notte di Natale del 1483 Sisto IV perdonò i Colonna reintegrandoli dei loro feudi, ad eccezione di Marino: infatti per la cessione di questo feudo Sisto IV richiedeva ai Colonna la cessione dei feudi abruzzesi di Albe e Celano -che facevano gola agli Orsini, alleati del Papa- e la somma di 14.000 ducati, pertanto i Colonna rifiutarono decisamente. Perciò già dal gennaio 1484 infuriò una nuova guerra tra i Colonna da una parte e papa Sisto IV alleato con gli Orsini dall'altra: il 30 maggio fu dato alle fiamme il quartiere dei Colonna a Roma, alle pendici del Quirinale, e venne fatto prigioniero Lorenzo Colonna; il 2 giugno Fabrizio I Colonna partì da Marino ed assaltò l'abbazia di Santa Maria di Grottaferrata, all'interno della quale si era accampato l'esercito pontificio, ed imprigionò il legato pontificio Rainolfo Ottieri. Fabrizio Colonna si dichiarò disposto, alla fine, ad accondiscendere alla proposta di Sisto IV in cambio di ottenere la liberazione del fratello Lorenzo Colonna: ma questi venne decapitato dopo un sommario processo nel cortile di Castel Sant'Angelo a Roma il 30 giugno 1484. La guerra, dunque, proseguì feroce: il 2 luglio i comandanti pontifici Virginio Orsini e Girolamo Riario transitarono sotto il castello di Marino senza provare ad assaltarlo, diretti all'assedio di Capranica e Paliano: la leggenda vuole che la resistenza feroce di quest'ultima cittadina causò la morte di papa Sisto IV, il 12 agosto 1484. Il nuovo papa Innocenzo VIII siglò dunque una pace con i Colonna, il 2 gennaio 1485.
Proprio nel 1485, fu combattuto il secondo atto del conflitto tra Stato della Chiesa e Regno di Napoli: Innocenzo VIII infatti aveva rimandato indietro gli ambasciatori di Ferrante d'Aragona. Gli Orsini stavolta si schierarono a favore dei napoletani, mentre i Colonna abbracciarono la difesa della Chiesa: l'11 luglio Paolo Orsini rimase per due ore in ordine di battaglia sotto le mura di Marino, ed il 14 luglio - di ritorno da un'incursione su Nettuno- tentò nuovamente di assediare il castello. La guerra cessò con un nulla di fatto l'11 agosto 1486.

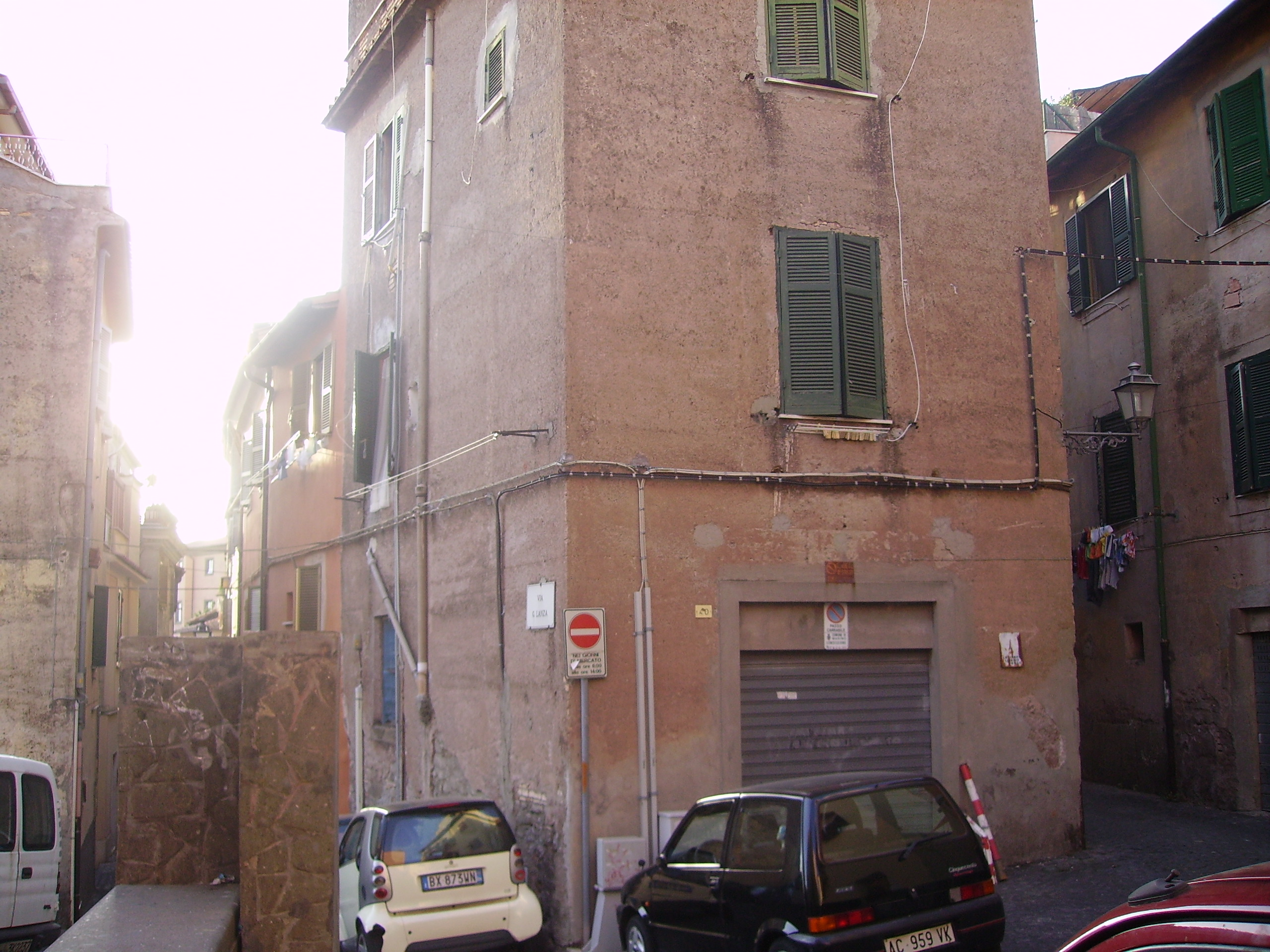
Uno scorcio del rione Santa Lucia.

Il 20 gennaio 1489 Agnese di Montefeltro, figlia di Federico da Montefeltro e fresca sposina di Fabrizio I Colonna, entrò a Marino portando un favoloso corredo matrimoniale in dodici casse ed una dote di 12.000 fiorini. Nel 1490 o nel 1492 proprio a Marino nacque la primogenita di Agnese e Fabrizio, Vittoria Colonna. Agnese di Montefeltro abitò stabilmente nel feudo fino alla sua morte, avvenuta nel 1523, promuovendo forse i primi lavori di ricostruzione di Palazzo Colonna ed esprimendo la volontà di essere sepolta nella chiesa parrocchiale di San Giovanni.
Nell'ottobre 1492 salì al pontificato papa Alessandro VI, il quale condusse una politica spregiudicata con conseguenze funeste per la Chiesa e per lo Stato Pontificio. In occasione della discesa in Italia di Carlo VIII di Francia per conquistare il Regno di Napoli, nel settembre 1494 Fabrizio I Colonna si alleò con i francesi, occupando la fortezza di Ostia: il papa, di tendenza filo-napoletana, volle venire ad un compromesso con i Colonna ed accettò di inviare il figlio Cesare Borgia come ostaggio a Marino, nel novembre 1494. Il 31 dicembre 1494 Carlo VIII entrò a Roma, e proseguì il suo viaggio per Napoli transitando per Marino, ospite di Fabrizio I Colonna presso Palazzo Colonna. Nonostante la vittoriosa conquista della capitale, la presenza francese nel Mezzogiorno d'Italia sarà di breve durata, ed il Regno di Napoli sarà conteso per alcuni anni tra Francia e Spagna.
In questa circostanza, i Colonna si schierarono con la Spagna, stavolta contro il papa, che aveva preso parte filo-francese. Così, quando il nuovo monarca francese Luigi XII di Francia inviò alla volta di Napoli un esercito comandato dal maresciallo di Francia Robert Stuart d'Aubigny, papa Alessandro VI non perse l'occasione e chiese all'esercito francese di radere al suolo Marino ed altri feudi laziali della famiglia Colonna. Giuseppe Tomassetti, grande storiografo dell'Agro Romano, considera questo evento catastrofico il vero inizio dell'età moderna per il castello di Marino.

### Il Cinquecento

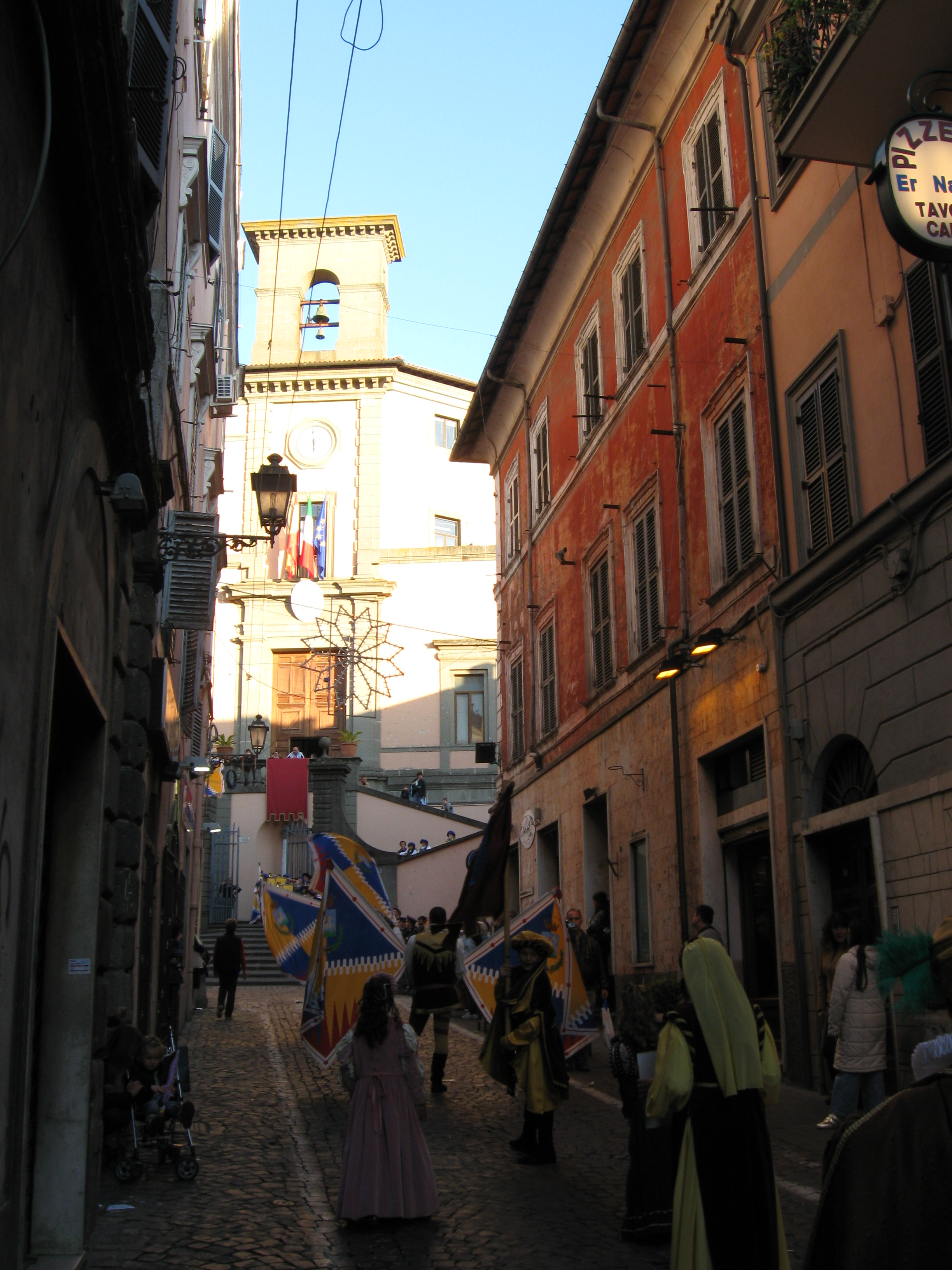
La facciata settentrionale di Palazzo Colonna vista da via Roma.

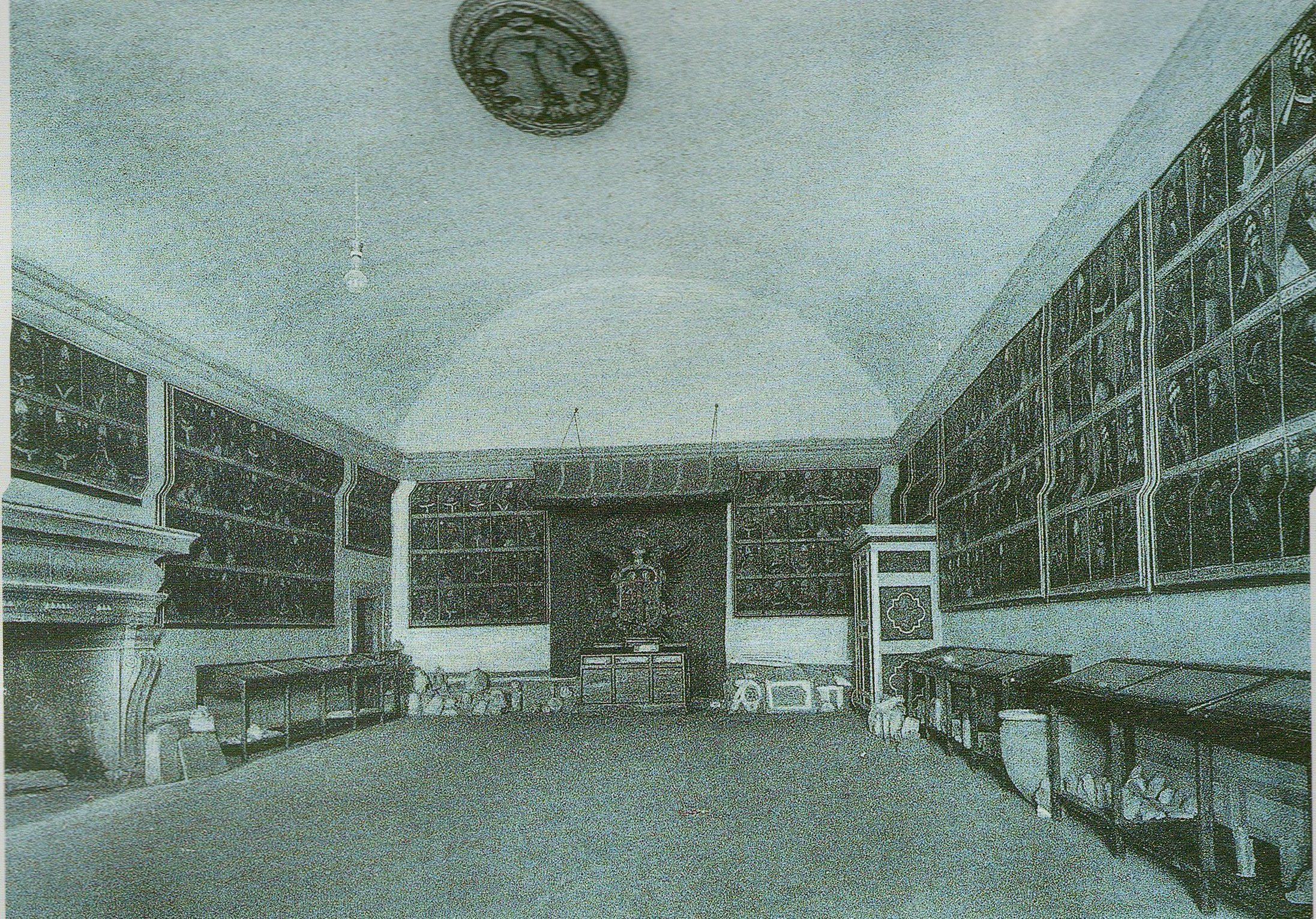
La sala dei Papi nel piano nobile di Palazzo Colonna negli anni venti del Novecento, prima del bombardamento anglo-americano del 2 febbraio 1944.

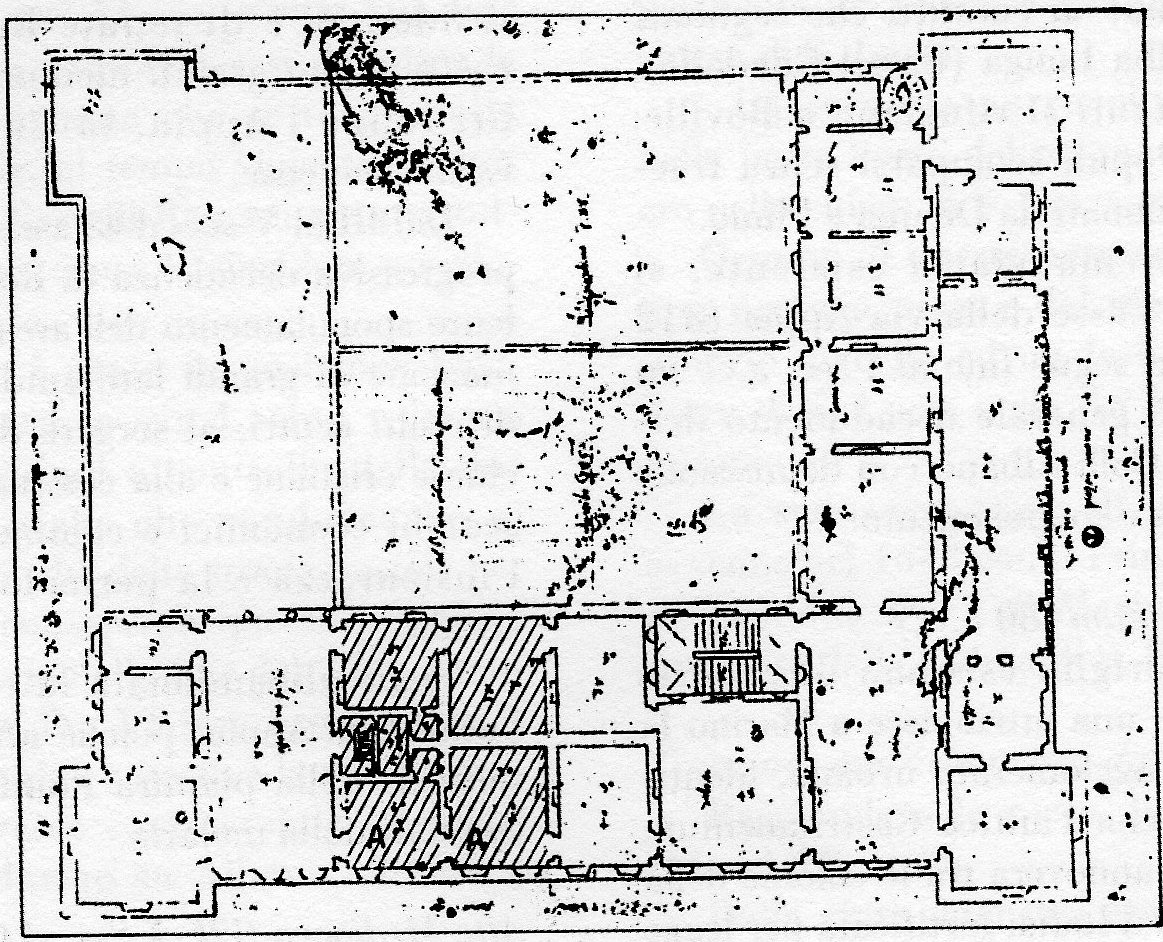
Il progetto per Palazzo Colonna realizzato da Antonio da Sangallo il Giovane conservato al gabinetto dei disegni e stampe della galleria degli Uffizi di Firenze (dis. uff. n° 697).

Dopo la distruzione dei loro feudi più importanti, papa Alessandro VI decretò il bando e la scomunica degli esponenti della famiglia Colonna ed incamerò i loro beni alla Reverenda Camera Apostolica, salvo poi concedere tutti questi feudi ai nipoti Rodrigo e Giovanni Borgia, rispettivamente di due e tre anni, con Breve apostolico "Coelestis altitudinis potentiae" del 1º ottobre 1501. Marino, assieme ad altri 36 feudi di Campagna e Marittima, si trovò in proprietà di Giovanni, probabilmente figlio illegittimo della figlia del papa Lucrezia Borgia e di un suo amante, tale Pedro Calderon; tuttavia a causa della minore età di questi la cura dei suoi feudi venne affidata al cardinale arcivescovo di Cosenza Francesco Borgia.
Nel frattempo, il consumo di sale del castello nel novembre 1503 ammontava a 40 rubbia, ovvero circa 80 quintali, il che calcolando un consumo medio giornaliero a persona di 8 grammi di sale lascia supporre che la popolazione marinese si aggirasse sul migliaio di individui, cifra elevata per l'epoca.
Alla morte di papa Alessandro VI, avvenuta il 18 agosto 1503 probabilmente per avvelenamento, immediatamente i Colonna rientrarono nello Stato Pontificio, e già il 22 agosto Prospero Colonna aveva ripreso il controllo del castello di Marino con l'aiuto di un drappello di soldati spagnoli.
Il 19 luglio 1512 trovò rifugio nel castello Alfonso I d'Este, duca di Ferrara e comandante dell'esercito francese in Italia, ricercato da papa Giulio II ma nascosto da Fabrizio I Colonna, che era stato a sua volta trattato con tutti i riguardi a Ferrara quando era caduto prigioniero dei francesi dopo la battaglia di Ravenna (11 aprile 1512).
Successivamente, nella guerra tra l'imperatore Carlo V d'Asburgo ed il re di Francia Francesco I di Valois, i Colonna presero le parti degli imperiali mentre papa Clemente VII si schierò con i francesi. Ne conseguì un monitorio papale contro i Colonna, del 7 novembre 1526, che non bastò a calmare i maneggi dei Colonna: così nel dicembre 1526 Clemente VII ordinò di armare un esercito, comandato dal capitano di ventura Vitellozzo Vitelli e dal legato pontificio Agostino Trivulzio, che rase al suolo quattordici feudi laziali dei Colonna, tra cui Marino, Zagarolo, Gallicano, Artena, Subiaco e Cave. Durante la distruzione di Marino furono particolarmente attivi i soldati mandati in forza all'esercito pontificio da Velletri, tanto che nacque il detto "velletrani, rubba Madonne e rubba campane": infatti gli occupanti si appropriarono della miracolosa immagine della Madonna del Popolo, attualmente conservata nella basilica di San Barnaba, e delle campane del campanile della chiesa parrocchiale di Santa Lucia. La tradizione però vuole che la Madonna del Popolo tornò a Marino il giorno dopo il saccheggio, per miracolo.
Negli anni trenta del Cinquecento Ascanio I Colonna, fratello di Vittoria Colonna e marito della figlia di Carlo V d'Asburgo, Giovanna di Castiglia, avvia il rinnovamento urbanistico del castello, ad imitazione degli interventi contemporanei dei Farnese nel loro feudo di Caprarola, in provincia di Viterbo: viene ordinata così l'apertura dell'attuale via Roma (all'epoca "Strada Nuova"), principale accesso al castello verso Roma, e viene commissionato un progetto per la sistemazione di Palazzo Colonna affidato ad Antonio da Sangallo il Giovane.
Nella primavera 1539 papa Paolo III ed i Colonna combattono la cosiddetta "guerra del sale": Paolo III pretende la concessione del feudo di Rocca di Papa alla Reverenda Camera Apostolica come segno di fedeltà dei Colonna, ma Ascanio I Colonna rifiuta decisamente ed anzi proclama un'amnistia di tutti i delinquenti comuni dei suoi feudi purché combattano per lui contro il papa: ciò nonostante il 14 marzo 1539 Pier Luigi Farnese, nipote di Paolo III, occupa Marino al comando dell'esercito pontificio, conquistando successivamente Rocca di Papa e Paliano. I Colonna vengono così scacciati dallo Stato Pontificio e trentacinque dei loro feudi vengono incamerati dalla Camera Apostolica il 27 maggio 1539. In tutto ciò, le guerre e le carestie hanno drasticamente ridotto la popolazione marinese rispetto ad inizio secolo: il consumo di sale al 1539 ammonta infatti solo a 20 rubbia, corrispondenti presumibilmente ad una popolazione di circa 500 abitanti. Comunque alla morte di papa Paolo III, nel novembre 1549, Ascanio Colonna rientra nello Stato Pontificio e conquista rapidamente tutti i suoi feudi, arrivando a Marino il 22 novembre: il nuovo papa Giulio III si limiterà a concedere tutti i beni e le qualifiche precedentemente loro tolte ai Colonna.
Marcantonio II Colonna, figlio primogenito di Ascanio Colonna, si sposò a Marino il 1º marzo 1552 con Felice Orsini. Solo due anni dopo, nell'agosto 1554, il figlio usurpò al padre il feudo di Marino. Sotto la signoria di Marcantonio Colonna, durata fino alla sua morte avvenuta nel 1584, si ebbe un forte rinnovamento sia urbanistico che giuridico ed amministrativo. Dopo la parentesi della guerra tra papa Paolo IV ed i Colonna (1556-1559), che terminò con la cacciata di questi ultimi dai loro feudi e l'assegnazione dei medesimi feudi (radunati nel cosiddetto "Stato di Paliano") al nipote del papa Giovanni Carafa, a partire dal rientro di Marcantonio Colonna nei suoi feudi nel 1559 inizia un lungo periodo di pace e sviluppo.
Nel 1564 comparve per la prima volta il sigillo della Comunità marinese, raffigurante un cavaliere portatore di un vessillo (che sostanzialmente è rimasto inalterato nei secoli); nel 1566 vennero emanati i nuovi "Statuti", e nel 1572 i "Bandi, provisioni et ordinationi" sul gioco d'azzardo, sulla bestemmia e sulla rissa: entrambi i documenti sono andati perduti in seguito ai bombardamenti anglo-americani che durante la seconda guerra mondiale hanno devastato gli archivi comunali; sempre nel 1566, la fabbrica di Palazzo Colonna era completata per un quarto, inclusa la scalea d'ingresso in peperino, e la nuova arteria di via Roma era completamente abitata.
Il 7 ottobre 1571 Marcantonio II Colonna è l'ammiraglio della flotta pontificia nella battaglia di Lepanto: appena ritornato in patria il 4 novembre papa Pio V gli ordinò di rimanere a Marino dove già soggiornavano la moglie, la madre ed i figli finché non fossero pronti i solenni festeggiamenti che lo attendevano a Roma: sicché solo il 4 dicembre 1571 Marcantonio poté entrare a Roma solennemente in trionfo dalla via Appia, sfilare nel Foro Romano ed arrivare alla basilica di Santa Maria in Ara Coeli.

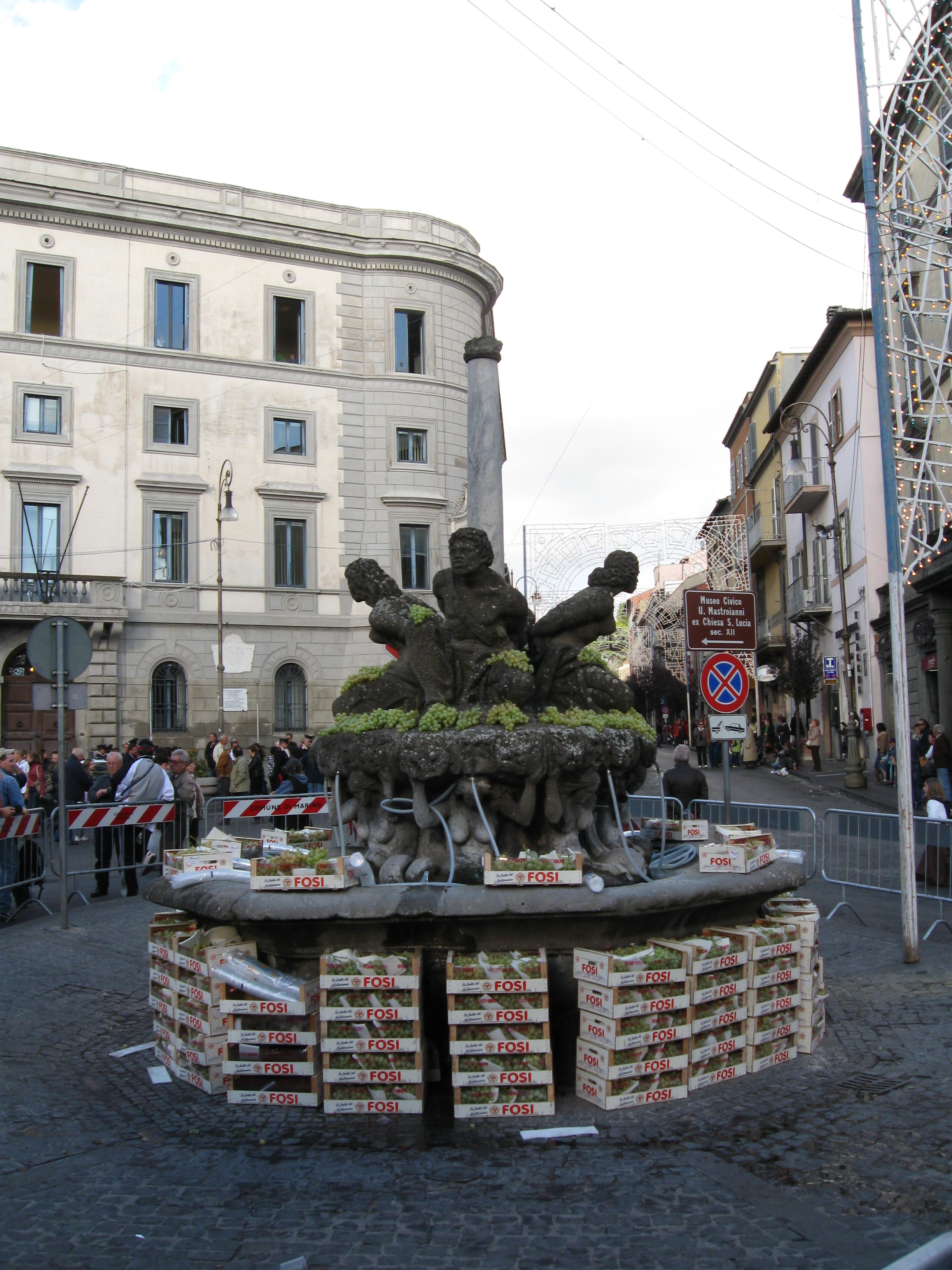
La fontana dei Quattro Mori, simbolo della città, commissionata dalla Comunità nel 1632 in memoria della vittoria di Marcantonio II Colonna nella battaglia di Lepanto del 1571.

Per ripopolare il feudo, Marcantonio Colonna il 26 dicembre 1574 emana una patente con la quale promette l'esenzione per quattro anni da ogni servizio reale e personale a chiunque voglia diventare suo vassallo nella terra di Marino, in cambio solo del giuramento di fedeltà ed obbedienza. Probabilmente l'appello non cadde a vuoto, poiché la popolazione aumentò notevolmente nel corso del sessantennio seguente, superando anche il migliaio di abitanti e rendendo necessaria la costruzione di una nuova, imponente e capiente chiesa parrocchiale come la basilica di San Barnaba. In seguito ad un disastroso incendio che nel marzo 1577 aveva distrutto il centro abitato di Rocca di Papa, i marinesi ospitarono i vicini rocchigiani in attesa della ricostruzione del loro paese. Nel frattempo dal punto di vista urbanistico è possibile affermare che si inizia a delineare l'attuale corso Trieste (chiamato nel Seicento "Strada Larga"), dato che il cardinale Giovanni Battista Castagna (amico di Marcantonio Colonna, poi diventato papa Urbano VII) vi si fece edificare attorno al 1583 un palazzo con una notevole facciata arricchita da fregi in peperino. Nell'aprile 1580 una comunità di religiosi agostiniani si installò presso la chiesa di Santa Maria delle Grazie, fino ad allora appartenuta alla ricca ed antica Confraternita del Gonfalone di Marino.
Alla morte di Marcantonio Colonna venne effettuata una stima del valore dei suoi beni, completata solo nel 1596: su un totale di 1.200.000 scudi pontifici, i feudi di Marino e Rocca di Papa valevano insieme 472.727 scudi. Il successore del vincitore di Lepanto fu il figlio cardinale Ascanio II Colonna, il quale non si fece ben volere dalla popolazione (che nel 1599 si ribellò al cardinale, dando motivo a papa Clemente VIII di inviare un commissario pontificio ad acta): tuttavia, a lui si deve la ripresa dei lavori di risistemazione urbanistica lasciati in sospeso dal padre (che nel 1577 era partito per Palermo come viceré spagnolo di Sicilia). In questo periodo infatti vennero poste in opera le mura del cortile interno di Palazzo Colonna, e vennero pianificate le aree verdi baronali del Barco Colonna, nel vallone della marana delle Pietrare presso il bosco Ferentano, e dei Giardini Colonna, a ridosso delle mura settentrionali, proprio nel sito delle terre comunitarie già adibite alla coltivazione di cipolle per sostentamento dei più poveri, fatto questo che provocò malcontento nei cittadini. Inoltre, il 3 ottobre 1594 il cardinale rinunciò al diritto feudale dello ius super scadentiis sulle terre dei vassalli in cambio di un contributo di 2000 scudi versato dalla Comunità marinese.

### Il Seicento

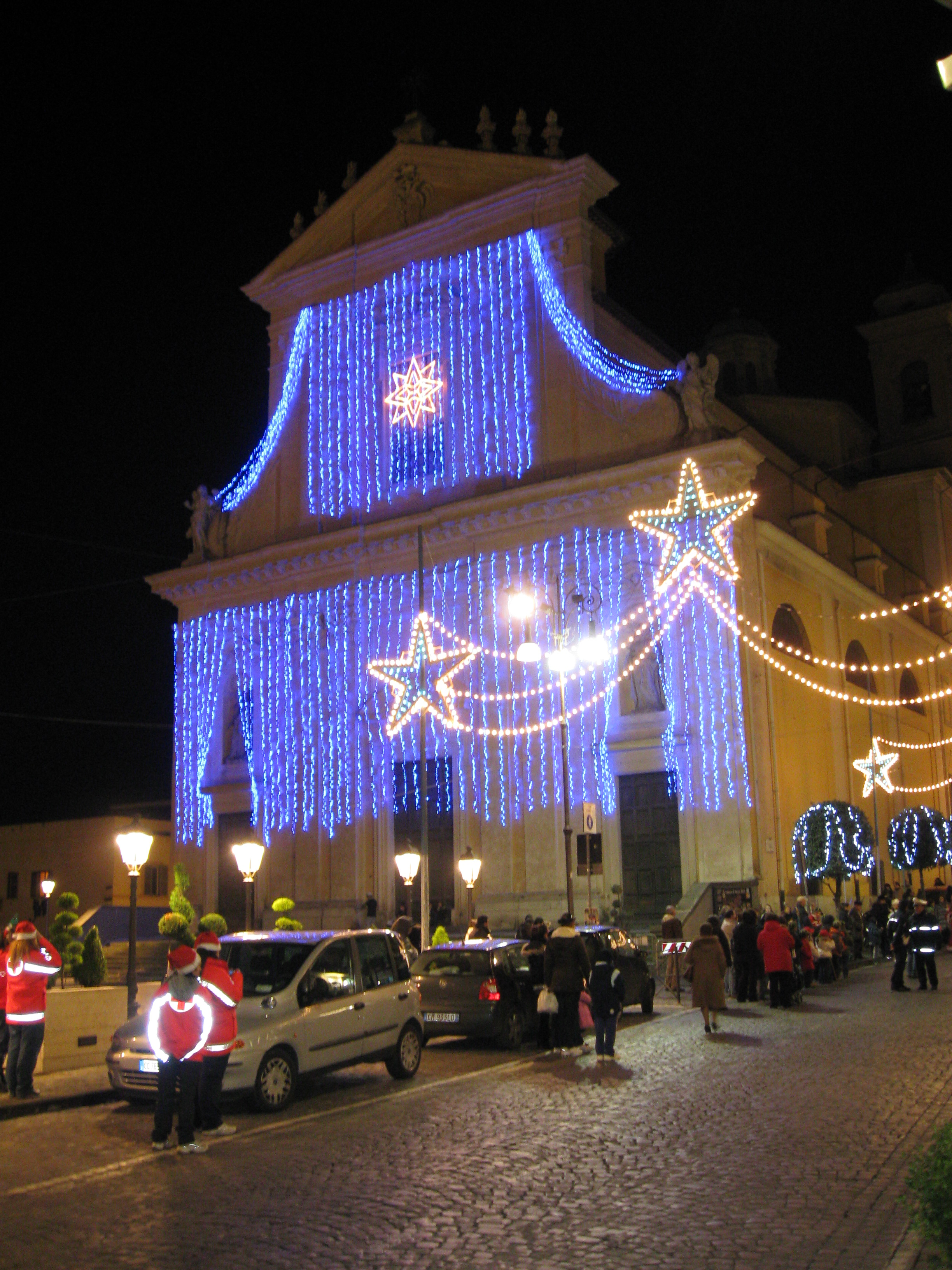
La facciata della Basilica di San Barnaba su piazza San Barnaba durante il Natale 2008.

Papa Paolo V il 1º luglio 1606 elevò il feudo di Marino in Ducato in favore del cardinale Ascanio II Colonna e dei suoi successori.
Il 1º febbraio 1618 un'assemblea pubblica dei capifamiglia marinesi decise di assumere come santo patrono del castello san Barnaba apostolo, perché riguardasse le campagne marinesi dalle frequenti grandinate che si erano abbattute sul feudo negli ultimi tre anni: l'autorità ecclesiastica nella persona del cardinale vescovo della diocesi suburbicaria di Albano Francesco Sforza di Santa Fiora approvò il 4 giugno 1619, e da allora l'11 giugno, giorno della festa di san Barnaba, a Marino si tiene la festa patronale di San Barnaba.
Il 24 ottobre 1627 papa Urbano VIII celebrò nel nuovo Palazzo Pontificio di Castel Gandolfo le nozze di suo nipote Tabbeo Barberini con Anna Colonna, figlia del duca Filippo I Colonna; al termine della funzione e del pranzo, gli sposi e gli ospiti di riguardo furono ospitati dal duca Filippo a Marino per una cena a Palazzo Colonna. Tra il 1635 ed il 1636 la congregazione dei Chierici Regolari Minori edificò la chiesa della Santissima Trinità, nella quale venne trasportato solennemente il 14 giugno 1637 il Santissimo Crocifisso di Marino, un crocifisso miracoloso che aveva iniziato a dispensare grazie in una cappella all'aperto presso il santuario di Santa Maria dell'Acquasanta nel giugno 1635.
Nel frattempo, l'aumentare della popolazione ed l'inadeguatezza delle due vecchie chiese parrocchiali di Santa Lucia e di San Giovanni portò il duca Filippo I Colonna e l'autorità ecclesiastica a desiderare la costruzione di una nuova collegiata parrocchiale. Così l'11 giugno 1640 il cardinale Girolamo Colonna, figlio del duca Filippo, benedisse la prima pietra della basilica collegiata di San Barnaba. I lavori, costati alla famiglia Colonna poco meno di 24.000 scudi pontifici, terminarono nel 1656 ma, a causa della peste, la chiesa non poté essere celebrata prima del 1662 e la consacrazione ufficiale avvenne solo nel 1714. Nel frattempo, papa Urbano VIII con la bolla "Excelsa merita Sanctorum" del 3 dicembre 1643 aveva istituito canonicamente la collegiata conferendo all'arciprete la dignità di abate parroco mitrato nullius diocesios.
La peste del 1656 infierì duramente a Marino e Grottaferrata, riducendo drammaticamente di più della metà la popolazione marinese, tanto che i Colonna per ripopolare il feudo furono costretti ad incentivare l'immigrazione dai loro feudi abruzzesi. Al termine dell'epidemia, i sopravvissuti maturarono una forte devozione per san Rocco, tanto che gli venne edificato un oratorio lungo la via Maremmana Inferiore nella località che oggi prende nome appunto dal santo, la cui festa il 16 agosto era celebrata almeno fino alla seconda guerra mondiale.
Il 6 settembre 1675 il consiglio dei Quaranta della Comunità di Marino approvò la bozza delle "Constituzioni dell'Illustre Comunità di Marino", inoltrate il 31 dicembre 1676 dai priori marinesi al duca Lorenzo Onofrio Colonna ed approvate da questi in via definitiva il 24 gennaio 1677. Il duca Lorenzo Onofrio e sua sorella Antonia patrocinarono anche la fondazione del convento del Santissimo Rosario delle suore domenicane di stretta osservanza, presso cui viveva la loro sorella Maria Isabella Colonna, istituito da papa Clemente X l'8 maggio 1675 e la cui chiesa conventuale fu completata nel 1712 in un pregiato stile rococò.

### Dal Settecento alla Restaurazione

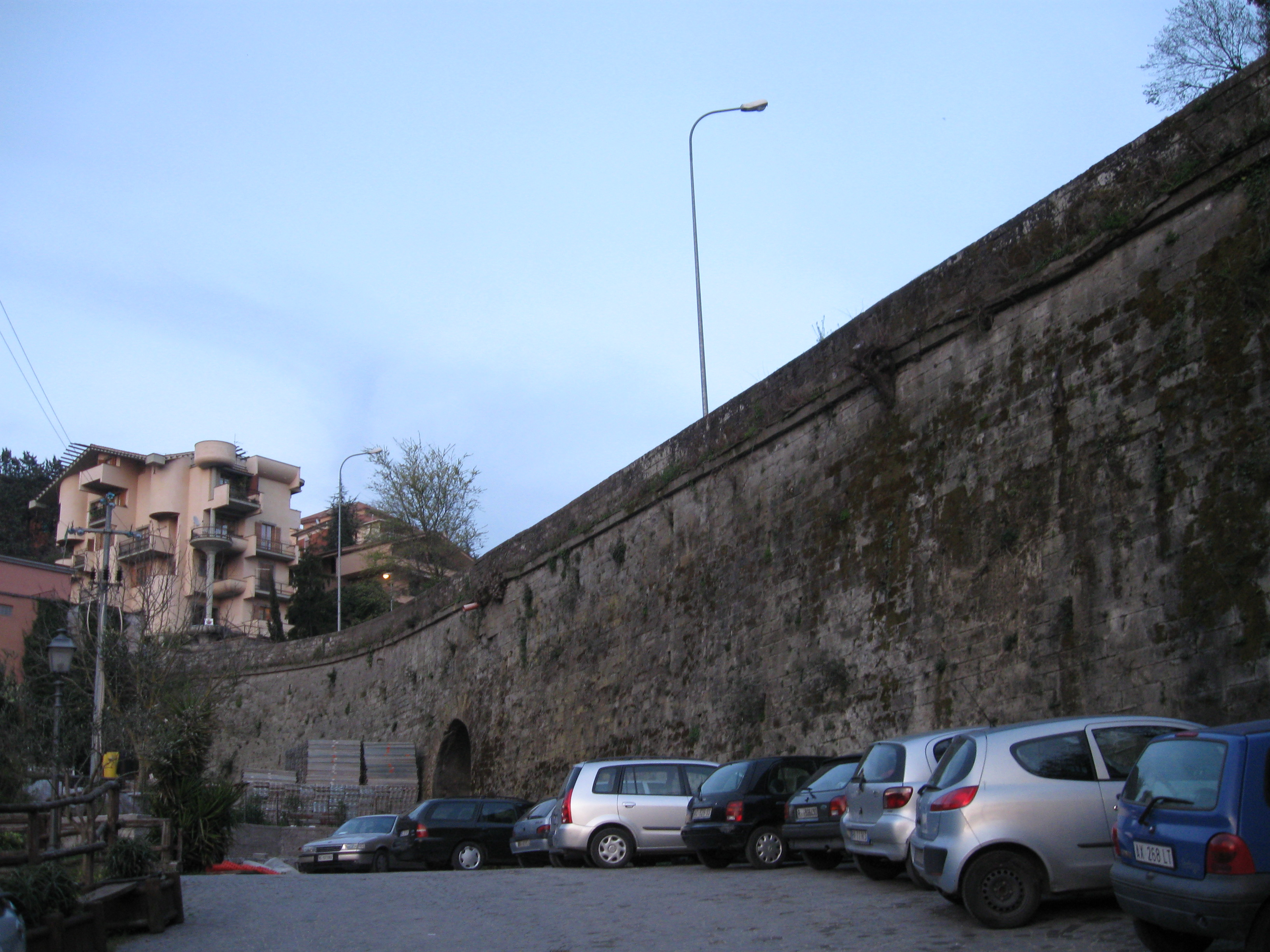
Il tratto iniziale del "Ponte Gregoriano" sopra la marana delle Pietrare, nel quartiere Acquasanta.

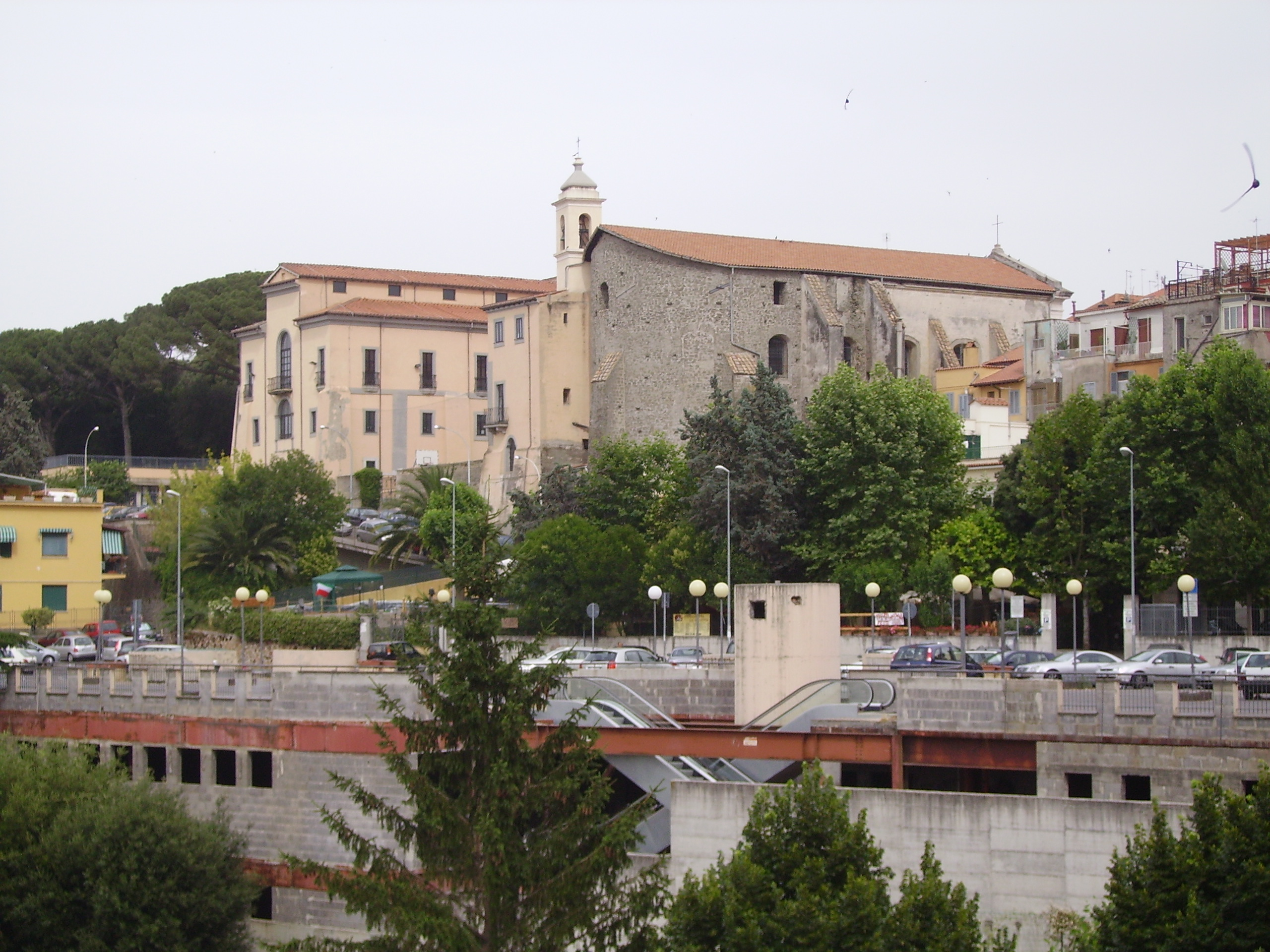
Piazzale degli Eroi, l'abside della chiesa della Santissima Trinità e l'ex-collegio dei padri Dottrinari, oggi sede centrale dell'Istituto Statale d'Arte Paolo Mercuri.

La prima metà del Settecento trascorse senza grossi eventi a Marino, tranne la riapertura della via Appia come collegamento diretto tra Roma, le Paludi Pontine e Napoli, opera intrapresa da papa Pio VI a partire dal 1777 e completata negli anni ottanta del Settecento. Questo evento comportò l'abbandono del vecchio tracciato "rapido" tra Roma e Napoli che era stato in funzione dal Medioevo fino ad allora, e che seguiva sostanzialmente l'attuale strada statale 217 Via dei Laghi attraversando Marino, Palazzolo e Velletri, la creazione di un nuovo percorso postale più rapido che attraversava Albano Laziale e Genzano di Roma, ed in definitiva la sostituzione di Albano a Marino come grosso centro commerciale e nodo strategico della zona.
Con l'instaurazione della Repubblica Romana (1798-1799) il 15 febbraio 1798 quasi tutte le comunità dei Castelli Romani si schierarono con i francesi: già il 18 febbraio Frascati, Albano Laziale e Velletri si auto-proclamarono "repubbliche sorelle" della Repubblica Romana, e Marino lo fece ad inizio marzo. Tuttavia, quando Trastevere insorse contro il malgoverno francese il 25 febbraio, solo Marino e Frascati rimasero fedeli ai francesi ed aiutarono il contingente comandato dal generale Gioacchino Murat a riconquistare Castel Gandolfo, Albano e Velletri ribelli: la resistenza dei contro-rivoluzionari venne momentaneamente piegata con la vittoria nella battaglia di Frattocchie del 28 febbraio 1799 e con il saccheggio di Castel Gandolfo ed Albano. Il comandante francese a Roma Jean Étienne Championnet si complimentò con il governo repubblicano marinese per la fedeltà dimostrata alla causa repubblicana. Però, nel momento del crollo francese e dell'avanzata dei sanfedisti nell'estate 1799, Marino fu saccheggiata dai napoletani.
I francesi tornarono a Roma nel 1807, ed il Lazio venne annesso alla Francia. Marino di conseguenza diventò cantone ed inglobò la vicina Grottaferrata, fino ad allora proprietà dei monaci basiliani retta da un abate commendatario in regime di commenda. Nello stesso tempo, i beni ecclesiastici furono incamerati dal demanio ed i religiosi sottoposti all'obbligo di giuramento proprio come nel resto del territorio francese: tuttavia, non tutto il clero marinese fu facile a piegarsi a questa imposizione, dato che in seguito, nel 1828, papa Leone XII insignì i canonici regolari della basilica di San Barnaba del privilegio della cappa magna in considerazione della fedeltà dimostrata alla Chiesa cattolica nelle recenti vicissitudini. Papa Pio VII poté entrare a Roma solo nel 1814 dopo la relativamente lunga parentesi napoleonica.

## Età contemporanea

### La prima Restaurazione (1814 - 1849)

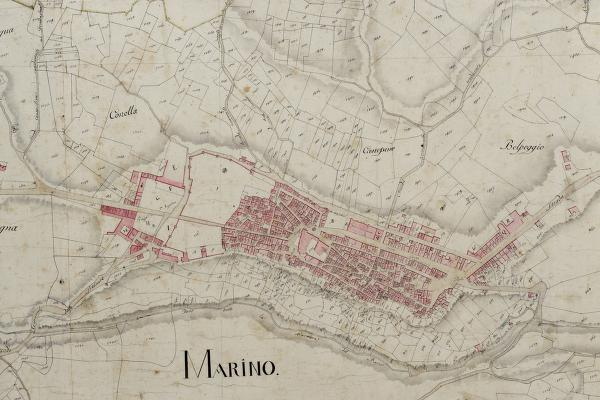
La mappa di Marino nel Catasto Gregoriano, il primo vero catasto dello Stato Pontificio, completato nel 1835 e realizzato dalla Congregazione del Censo.

Il 24 maggio 1814 papa Pio VII rientrava a Roma dopo la lunga parentesi della dominazione napoleonica. Immediatamente, le potenze europee restituirono al potere pontificio Roma, il Lazio e l'Umbria: questi territori vennero chiamati "di prima recupera". Nell'estate 1815, il segretario di Stato cardinale Ercole Consalvi ottenne dal Congresso di Vienna la restituzione della Romagna, delle Marche e di Pontecorvo, che vennero così chiamati "territori di seconda recupera".
Il 6 luglio 1816 Pio VII emana il motu proprio "Quando per ammirabile disposizione sulla organizzazione dell'amministrazione pubblica". Lo Stato della Chiesa viene ripartito in Delegazioni, a cui erano sottoposti Governi "di primo ordine" -anche detti "distrettuali"- e "di secondo ordine". Nei territori "di seconda recupera" era confermata l'eversione della feudalità come da quanto stabilito in epoca napoleonica, mentre nei territori "di prima" -tra cui Roma ed il Lazio- la feudalità venne semplicemente scoraggiata: difatti il carico dell'amministrazione di ogni feudo gravava interamente sul suo feudatario, e se il luogo infeudato era di grandi dimensioni diveniva poco conveniente per i feudatari mantenerne il possesso. Fu così che molti feudatari rinunciarono al secolare dominio feudale sui propri feudi, conservandovi tuttavia ogni proprietà. I "luoghi baronali" in tutto lo Stato della Chiesa si ridussero in pochi anni da 263 a 72.
Anche il principe Filippo III Colonna rinunciò al dominio feudale su Marino, che si costituì in Comune e probabilmente aggregato temporaneamente al Governo "di seconda" di Albano Laziale. Alla morte di Filippo Colonna, nel 1818, l'eredità venne fidecommissariata al cardinale Agostino Rivarola, mentre si risolvevano le complicate questioni ereditarie tra le figlie femmine del principe. Gli ingenti beni dei Colonna a Marino alla fine vennero assegnati al principe Aspreno Colonna-Doria-Del Carretto (1787-1847), che fu talvolta presente nelle assemblee pubbliche locali. Alla morte di questi, subentrò nella proprietà dei beni il principe Giovanni Andrea (1820-1894), che iniziò a svendere le proprietà di famiglia; alla morte di questi, subentrò il principe Marcantonio Colonna (1844-1912), e infine le due figlie di quest'ultimo Isabella (1879-1957) e Vittoria (1880-1954) che terminarono l'opera di liquidazione del patrimonio Colonna a Marino, vendendo al Comune Palazzo Colonna e il Barco Colonna nel 1916.
Il Santuario di Santa Maria dell'Acquasanta venne decorato nel 1819 con l'aggiunta del pronao in peperino, opera progettata dall'architetto Matteo Lovatti dietro commissione del canonico Francesco Fumasoni.
Tra il 1821 ed il 1822 Massimo d'Azeglio, nel corso dei suoi lunghi viaggi per l'Italia, giunse a Marino alloggiandosi presso la locanda situata nell'attuale piazza Giacomo Matteotti:
(Massimo d'Azeglio, I miei ricordi, cap. XXIV p. 355.)
Del periodo marinese, il D'Azeglio ci lascia la bella descrizione del sor Checco Tozzi, singolare personaggio, di sua moglie sora Maria e della loro unica figlia Nina, sposa al sor Virginio Maldura. Inoltre, lo scrittore piemontese fornisce anche una vivace descrizione dell'esuberanza dei marinesi:
(Massimo d'Azeglio, I miei ricordi, cap. XXIV p. 369.)
L'archeologo Giuseppe Tambroni, avvalendosi dell'aiuto del cavalier Vincenzo Colonna, nel 1823 avviò alcuni scavi archeologici presso le frazioni di Frattocchie e Due Santi, ed individuò i resti dell'area monumentale dell'antica città di Bovillae: il ritrovamento più clamoroso fu quello del circo, uno dei più vasti di Roma. Gli scavi andarono avanti con ottimi esiti fino al 1825.
In un documento del 1824 conservato presso l'Archivio di Stato di Roma compare lo stemma comunale dell'epoca: come nelle raffigurazioni precedenti, compare una figura umana con in mano una bandiera su un cavallo al galoppo. Attorno alla figura, gira la scritta "Comunitas Mareni".
Il 12 agosto 1828 papa Leone XII concesse, tramite Breve apostolico, l'uso della cappa magna ai canonici regolari della basilica di San Barnaba, con le seguenti motivazioni:
(Papa Leone XII, Breve apostolico 12 agosto 1828.)

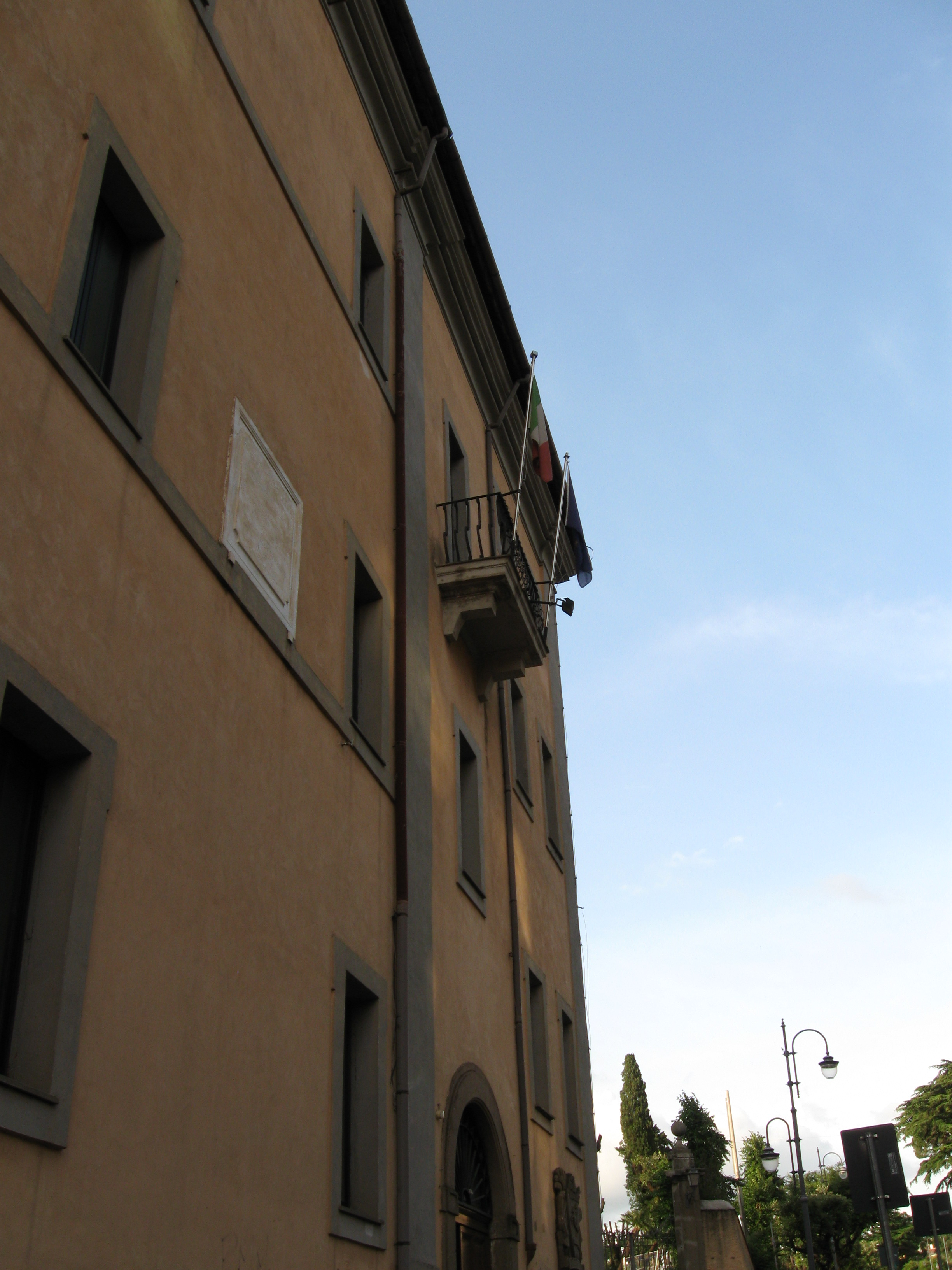
L'edificio dell'Istituto Statale d'Arte Paolo Mercuri, anticamente sede del collegio dei Padri Dottrinari.

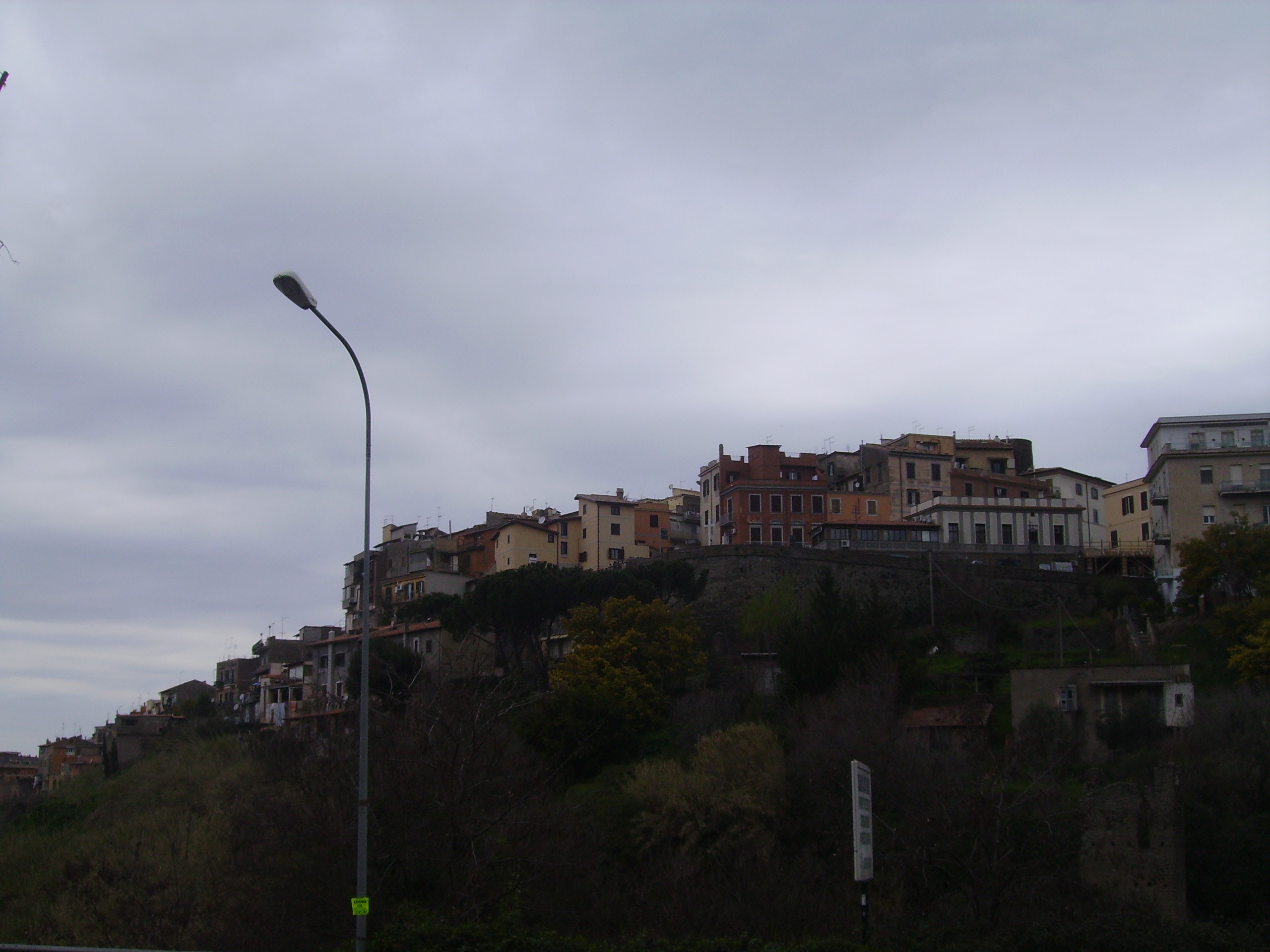
La parte finale del "Ponte Gregoriano" vista dallo Stadio Comunale Domenico Fiore.

Durante il pontificato di papa Gregorio XVI, Marino venne abbondantemente beneficata da questo pontefice, che molto spesso durante le sue villeggiature estive ed autunnali a Castel Gandolfo si recava in città per visitare il cardinale Mario Mattei, protettore della città, che risiedeva presso la seicentesca Villa Colonna di Belpoggio. La prima visita a Marino fatta da Papa di Gregorio XVI -già vi era stato in precedenza, sia da cardinale che da semplice monaco- avvenne l'8 ottobre 1831; l'ultima il 3 ottobre 1844, due anni prima della morte del pontefice che i marinesi compiansero sentitamente.
Nel 1831 fu papa Gregorio XVI ad elevare nuovamente Marino a sede di Governo, dietro richiesta della Comune stessa nella persona dell'allora priore in carica Cesareo Paiella. Il provvedimento più importante preso da Gregorio XVI in favore di Marino è senza dubbio l'elevazione al grado di Città avvenuto tramite il Breve apostolico In more institutoque Romanorum Pontificum dato in Roma il 3 luglio 1835: sono concessi tutti i privilegi connessi al titolo di Città, fermo restando l'obbedienza alla sede suburbicaria di Albano. Assieme al titolo di città, viene fondato a Marino un collegio di Padri della Dottrina Cristiana per l'educazione secondaria della gioventù, con sede presso la Chiesa della Santissima Trinità: tale collegio, sostenuto dalla Comune, rimase attivo fino al dicembre 1870. Il 17 novembre 1843 tramite Breve apostolico Gregorio XVI concesse ai canonici e all'abate parroco della basilica di San Barnaba l'uso del collare di seta paonazza.
Negli anni trenta dell'Ottocento, per volere di papa Gregorio XVI, la Congregazione del Buono Governo realizzò una nuova strada d'accesso alla città provenendo da Castel Gandolfo, in sostituzione dell'antico tracciato che era in fortissima pendenza. La nuova strada dopo aver superato la marana delle Pietrare con un basso viadotto saliva verso l'attuale piazza Giacomo Matteotti con un grande terrapieno, addolcendo così il forte dislivello del terreno: venne chiamato dai marinesi "Ponte Gregoriano" -'u Ponte in dialetto marinese- in memoria del Papa regnante.
Il 14 luglio 1837 in seduta di Consiglio comunale venne stabilita la decisione di vietare il transito, per mezzo di una catena tesa in mezzo alla strada, ai carri provenienti da Rocca di Papa lungo l'attuale via di Capo d'Acqua, tra le località San Rocco e Capo Croce. Questa deliberazione venne presa in seguito alla constatazione che la strada era stata molto rovinata dal continuo transito di carri pesanti provenienti in massima parte dalla confinante Rocca di Papa.
Tra il 1837 ed il 1838 nell'area romana si sviluppò un'epidemia di colera. Il Consiglio comunale del 12 agosto 1838 prese decisioni urgenti in merito ad un possibile sviluppo dell'epidemia a Marino, secondo quanto suggerito dal Supremo Tribunale di Sanità: vennero stanziati 500 scudi per allestire un ospedale sanitario, "non essendo ammessa la requisizione dei letti biancheria e sovvenzioni pecuniarie dei luoghi pii e delle famiglie agiate per antistare alle spese correnti"; inoltre, venne considerato di chiamare un secondo medico in città in caso di sviluppo dell'epidemia; e infine, venne stabilito opportuno individuare un luogo in cui seppellire gli eventuali morti in seguito all'epidemia. Alla fine dell'epidemia, visto che il colera non aveva mietuto vittime in città la popolazione marinese dedicò lo scampato pericolo alla Madonna del Popolo, miracolosa immagine conservata presso la basilica di San Barnaba: in seduta di Consiglio comunale del 3 ottobre 1838 venne decretato il dono di una lampada d'argento che la Confraternita del Santissimo Rosario doveva accendere davanti all'immagine sacra.
Nell'autunno 1841 una tromba d'aria -definita "turbine" o "scirocco" negli atti d'epoca- sconquassa alcune zone del territorio comunale: il Consiglio comunale nella seduta del 15 novembre 1841 vota una sovvenzione per ripristinare il tetto del convento di Santa Maria ad Nives di Palazzolo, nella somma di 20 scudi. Nella stessa seduta consiliare, vennero anche decretati lavori urgenti al tetto del Collegio dei Padri Dottrinari adiacente alla Chiesa della Santissima Trinità, per il costo di scudi 19.64.
Nel 1842 l'architetto Giacomo Aloisi progettò e realizzò una nuova residenza governativa con carceri, probabilmente ubicata davanti a Palazzo Colonna con affaccio sull'attuale piazza della Repubblica. Il cardinale Antonio Pallotta in seguito fece costruire davanti all'edificio delle carceri la Chiesa di Sant'Antonio da Padova, a maggior comodo dei detenuti.

### La seconda Restaurazione (1849 - 1870)
Nel 1850 nella vigna Soldini in località Santissimi Apostoli vennero rinvenute diverse iscrizioni sepolcrali pagane, situate in un luogo verosimilmente concesso dai decurioni di Castrimoenium per la sepoltura.
Il 25 settembre 1852 il principe Giovanni Andrea Colonna concesse a Giovan Battista Guidi di compiere alcune ricerche archeologiche nei terreni di proprietà della famiglia Colonna situati in località Casa Rossa, presso la frazione di Due Santi: emersero avanzi di una villa, una statua virile marmorea ed altri reperti.
Nel 1853, regnante papa Pio IX, un gruppo di storici, archeologi e studiosi composto da Ennio Quirino Visconti, Antonio Canova, Carlo Fea, Antonio Nibby, Luigi Canina e Giovanni Battista De Rossi curò la sistemazione archeologica secondo criteri moderni di tutto il tracciato della via Appia Antica da Porta San Sebastiano alle Frattocchie, per una lunghezza di quasi undici miglia. Nello stesso anno Domenico Zoffoli, all'interno della propria vigna in località Mura dei francesi, oggi pieno centro abitato di Ciampino, rinvenne un'ara pagana in peperino appartenente ad un sacello di età imperiale ed una lapide sepolcrale pagana; nel 1861, nella stessa vigna ancora Domenico Zoffoli trovò alcuni ruderi riconducibili ad una chiesa medioevale con pavimento formato da iscrizioni sepolcrali pagane e cristiane riconducibili alla famiglia dei Valerii Messallae.

## L'Unità d'Italia

### La fine dell'Ottocento (1870 - 1900)

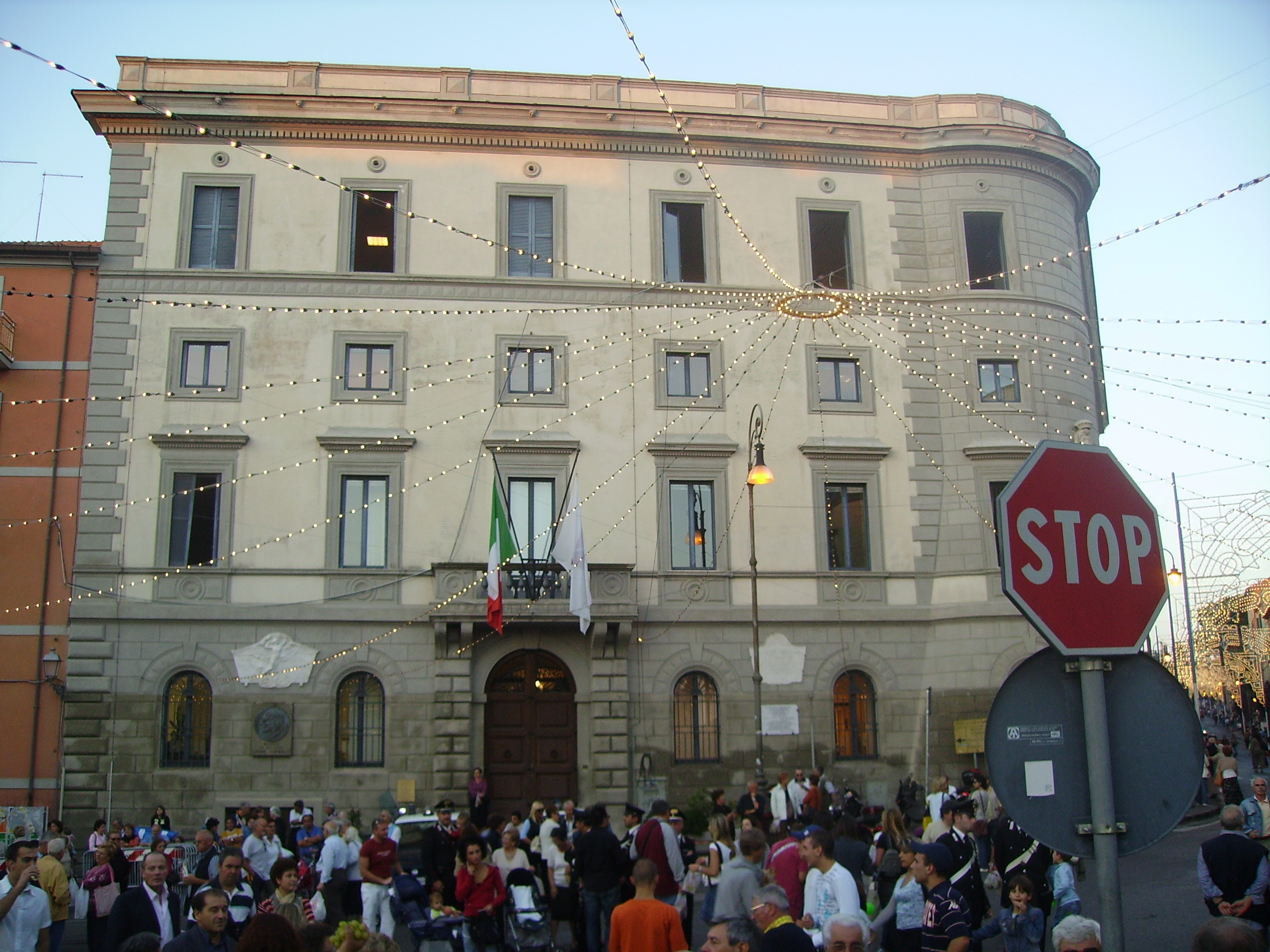
Palazzo Matteotti, sede municipale dal 1878 al 1918 e dal 1946 al 1964.

Nel settembre 1870, per Marino transitò una colonna di bersaglieri provenienti da Frosinone e diretti a Roma per la presa di Porta Pia (20 settembre 1870): vennero accolti festosamente dalla popolazione.
Il 23 dicembre 1870 si tenne il primo consiglio comunale di Marino nel Regno d'Italia. Essendo maggioritaria la corrente repubblicana, venne deciso di chiudere il Collegio dei Padri della Dottrina Cristiana e la scuola delle Maestre Pie Venerini, e di abolire l'annuale offerta di ceri che la Comunità faceva al Convento di Palazzolo. Curioso è anche che il Consiglio deliberasse in favore di un'abolizione della messa delle cinque del mattino, poiché a causa dell'orario notturno si creavano incidenti fra uomini e donne, e quest'ultime e li preti stessi.
Nonostante da anni si parlasse di un progetto per una linea ferroviaria dei Castelli Romani, nel 1880 il Comune di Marino decise di forzare la mano e di realizzare un collegamento ferroviario diretto tra il centro storico e l'allora frazione di Ciampino, che già era collegata con Roma, con Frascati e con Velletri grazie alla ferrovia Roma-Frascati (inaugurata nel 1856) ed alla ferrovia Roma-Velletri (inaugurata nel 1863). La linea, inaugurata nel 1881, era in realtà una tranvia a vapore più che una ferrovia vera e propria, collegava l'attuale stazione di Roma Tiburtina con il quartiere Borgo Garibaldi, seguendo un tracciato abbastanza inadeguato che affrontava una pendenza problematica. Di conseguenza iniziarono immediatamente nuovi lavori per realizzare l'attuale ferrovia Roma-Albano, un collegamento diretto che oltre a Marino raggiungesse anche Albano Laziale e, nel tratto oggi abbandonato, Cecchina e Nettuno: i lavori su questa tratta, la più panoramica dei Castelli Romani, durarono dal 1884 al 1889. La nuova stazione ferroviaria di Marino Laziale venne realizzata nell'attuale quartiere Cave di Peperino, separata dall'abitato da un forte dislivello colmato dalla lunga "scalinata della stazione" ma all'epoca vicina alle importanti cave di peperino. Durante i lavori di costruzione della ferrovia Roma-Albano nel 1880 in località Marcandreola, oggi ai confini con il comune di Ciampino, vennero individuati ruderi di una villa suburbana di età romana, che nel 1884 vennero scavati dall'archeologo Luigi Boccanera. Emerse così una grande fabbrica quadrangolare della vastità di metri 103.40x70.50, chiaramente appartenente ad una villa suburbana di età repubblicana appartenuta a Quinto Voconio Pollione, il cui nome compare in alcune fistole acquarie rinvenute negli scavi. Numerosi materiali artistici rinvenuti presso la villa vennero in seguito portati a Roma: tra tutti, è da menzionare l'Apollo Pythios conservato nel cortile di Palazzo Valentini, sede della provincia di Roma. Altre parti della villa sono state rinvenute nel corso del 2007 durante l'escavazione del sottopasso della medesima ferrovia Roma-Albano.
Nel 1894 venne istituito il corpo dei Vigili del Fuoco cittadino.
Il Comune di Marino nel 1896 decise di far costruire un fontanile pubblico per l'abbeveramento delle bestie lungo l'attuale Strada Provinciale 73/a Via Castrimeniense, anche nota come via Romana per essere la principale arteria stradale a collegare Roma e Marino: sorse così il Fontanile Comunale, come testimonia una breve iscrizione appostavi sopra:
(Iscrizione apposta al centro del Fontanile Comunale di via Cesare Colizza.)

## Il XX secolo

### I primi decenni del Novecento (1900 - 1922)

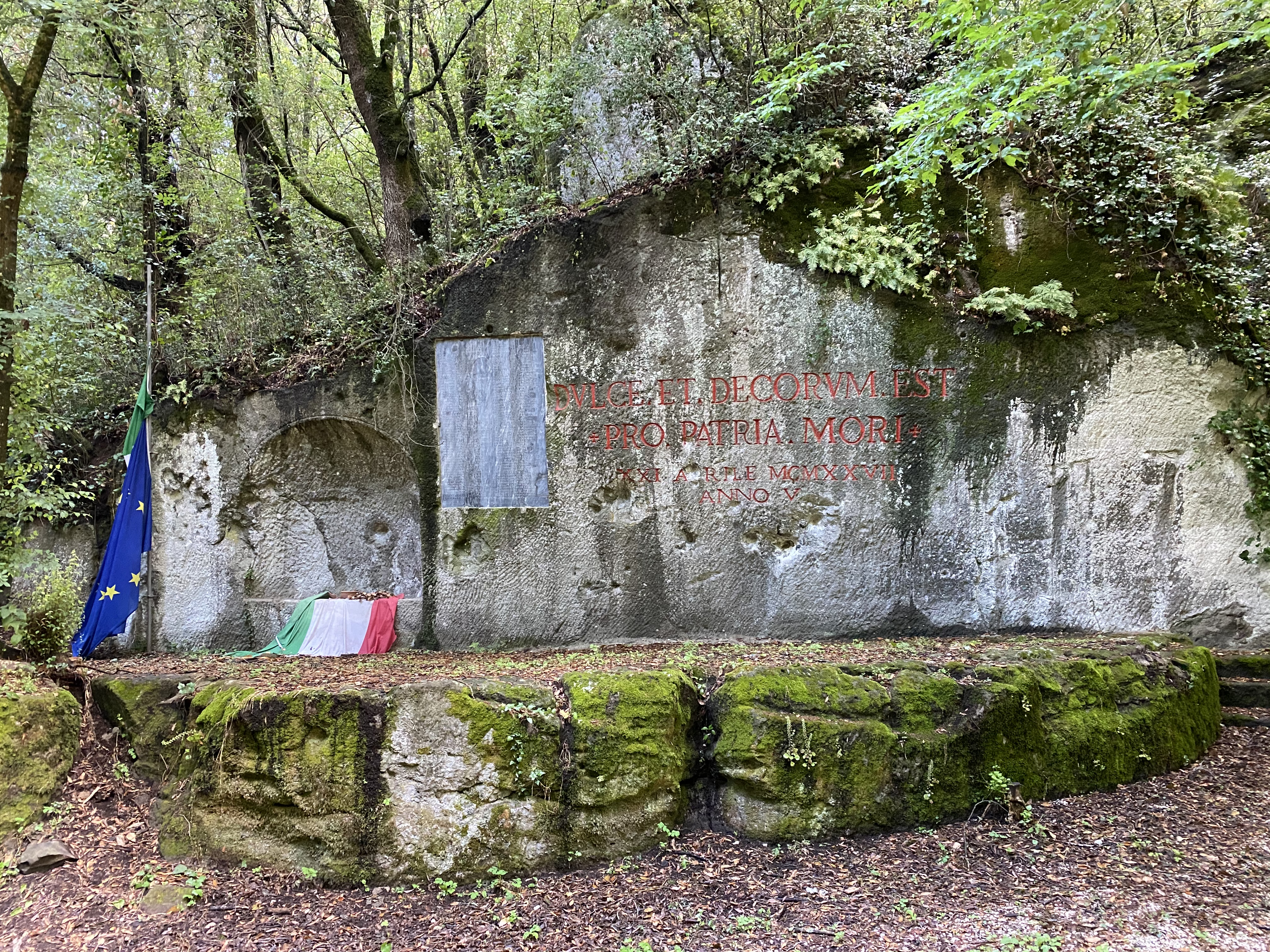
Il monumento ai caduti della prima guerra mondiale nel Barco Colonna, destinato a Parco della Rimembranza nel primo dopoguerra (giugno 2020).

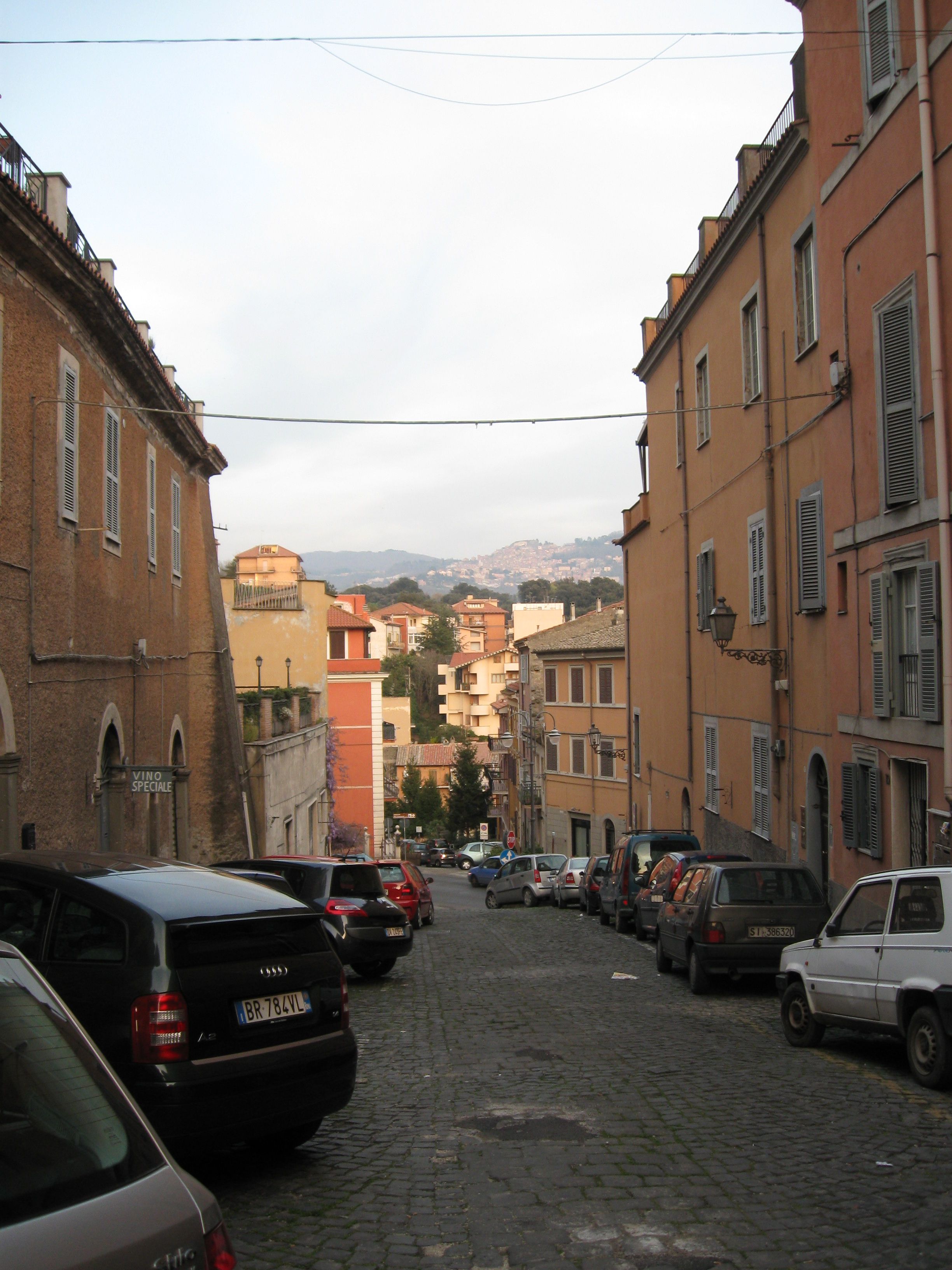
Via Cesare Battisti: sullo sfondo, Rocca di Papa.

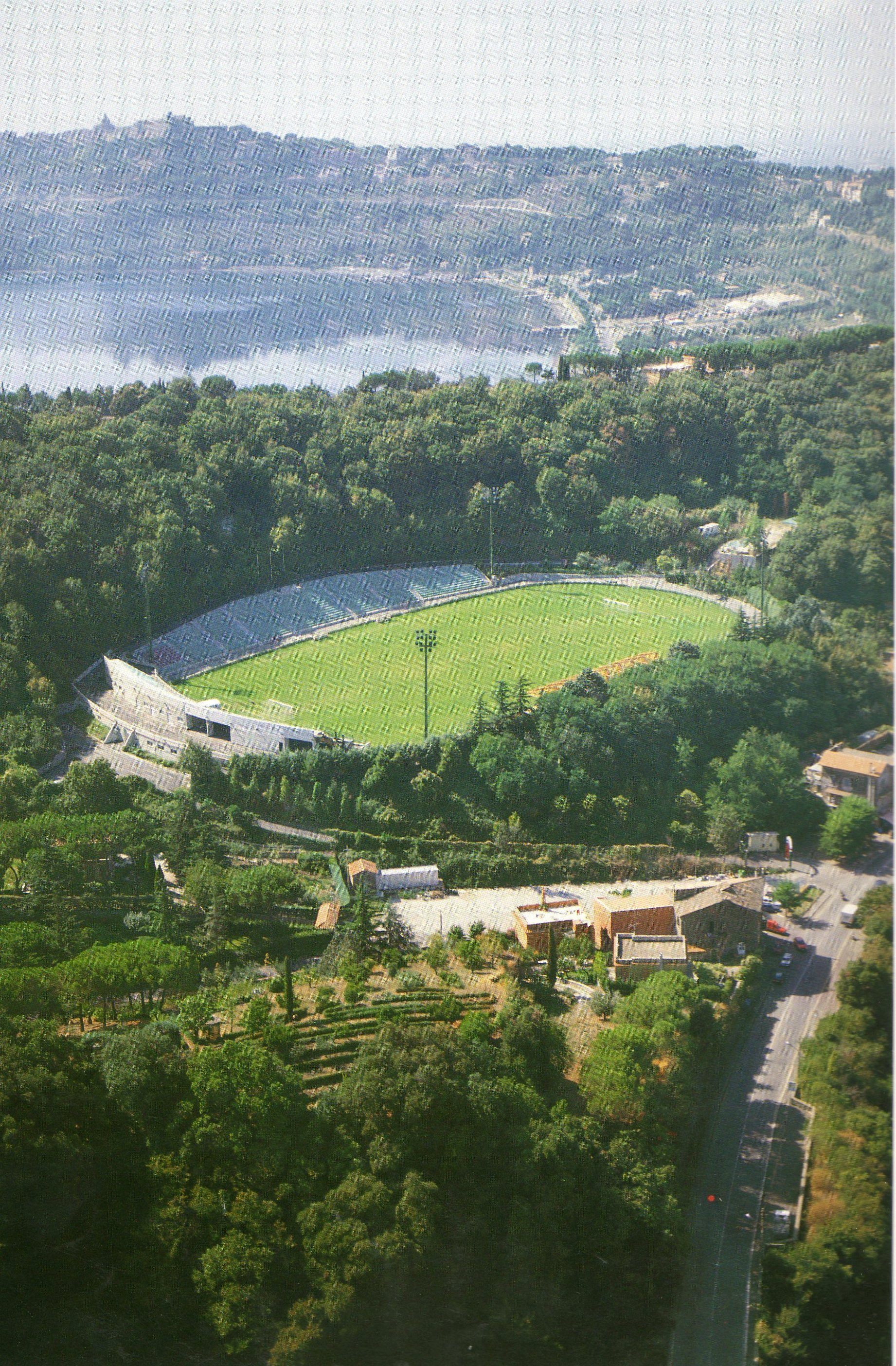
Lo Stadio Comunale Domenico Fiore negli anni novanta.

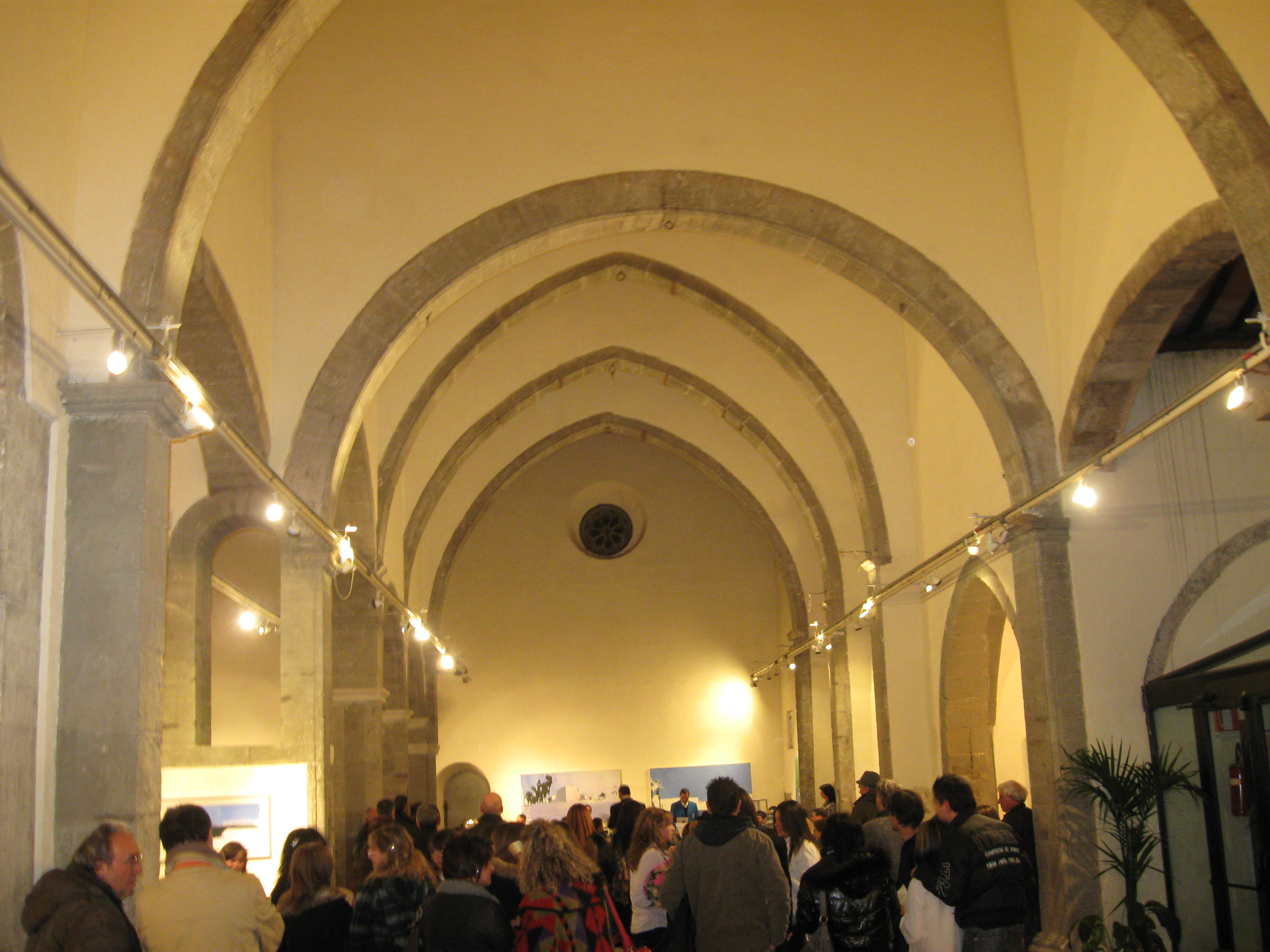
Il Museo Civico Umberto Mastroianni.

Nei primi decenni del Novecento una serie di studi iniziò ad analizzare i reperti individuati nelle necropoli rinvenute nel territorio marinese presso il cratere del Lago Albano: la necropoli del Pascolari di Castel Gandolfo, quella di Monte Crescenzo e di Campofattore, i reperti di Prato della Corte e Capo Croce -ai confini con Rocca di Papa-, e quella della località San Rocco e Riserva Del Truglio, quest'ultima la più sostanziosa. I reperti rinvenuti nell'analisi di queste necropoli vennero in buona parte inviati al Museo Nazionale Preistorico Etnografico "Luigi Pigorini" di Roma, mentre in parte minore rimasero presso le raccolte custodite dal Comune. In seguito ai numerosissimi ritrovamenti archeologici occorso a negli ultimi decenni dell'Ottocento, nel 1915 il Comune si preoccupò di allestire presso i locali di Palazzo Colonna un antiquarium comunale. Nel frattempo, nel 1919/1920 il marchese Achille Fumasoni Biondi aprì una "regia scuola professionale", resa pubblica nel 1921/1922 ed aggiornata nel corso dei decenni fino a diventare, negli anni sessanta, l'attuale istituto statale d'arte "Paolo Mercuri".
Nel 1909 l'abate parroco della basilica di San Barnaba monsignor Guglielmo Grassi patrocinò la fondazione della Banca di Credito Cooperativo San Barnaba, istituto bancario finalizzato all'assistenza agli agricoltori ed alla piccola imprenditoria artigiana. Monsignor Grassi, coadiuvato dal futuro Servo di Dio Zaccaria Negroni, fondò l'Oratorio Parrocchiale San Barnaba, un asilo infantile durante la prima guerra mondiale, il teatro e due ordini religiosi locali. In questo periodo, e poi fino all'avvento del fascismo (1922), si verificarono scontri tra cattolici e repubblicani anti-clericali.
Già dal 1904 a Marino nel mese di ottobre si celebravano le Feste Castromenie, un evento dell'Ottobrata Romana legato alla celebrazione dell'uva e del vino locale, e fin dalla fine del Cinquecento la festa della Madonna del Rosario era celebrata il 7 ottobre -anniversario della vittoria cristiana nella battaglia di Lepanto del 1571-, tuttavia il poeta romanesco di origini marinesi Leone Ciprelli pensò di unire questi due eventi, uno profano e l'altro sacro: nacque così nel 1925 la sagra dell'Uva di Marino, primo evento del genere in Italia. La prima edizione della sagra si tenne domenica 4 ottobre 1925, e da allora la prima domenica di ottobre è la data fissa per i festeggiamenti della sagra. La principale caratteristica dell'evento è il cosiddetto "miracolo delle fontane che danno vino", ma il programma varia di anno in anno arricchendosi o impoverendosi di attrazioni. Nei primi decenni la sagra, patrocinata dall'Opera Nazionale Dopolavoro e dal regime fascista, riscosse un grande successo: nel 1931 venne calcolato un afflusso di circa 50.000 persone, nel 1940 furono distribuiti oltre 2000 litri di vino dalla fontane.

### La seconda guerra mondiale (1943 - 1944)

Una delle torri della Rocca Frangipane scoperta dai bombardamenti del 2 febbraio 1944, in piazza Giacomo Matteotti.

Il 19 luglio 1943, giorno successivo al bombardamento di Roma, 525 aerei statunitensi colpiscono diverse zone periferiche di Roma, l'aeroporto di Roma-Urbe e l'aeroporto di Roma-Ciampino, all'epoca situato in comune di Marino: vengono uccisi diciotto civili marinesi. Una seconda incursione aerea su Ciampino causa alcune vittime civili il 17 agosto 1943.
Nel pomeriggio dell'8 settembre 1943, poche ore prima che il maresciallo Pietro Badoglio annunciasse la firma dell'armistizio di Cassibile, alcuni aerei statunitensi colpiscono il nodo stradale di Squarciarelli, in comune di Grottaferrata, tagliando le comunicazioni tramviarie tra Frascati e Marino e danneggiando gli impianti di sollevamento dell'acquedotto che rifornisce in parte anche Marino.
Nella notte tra il 22 ed il 23 gennaio 1944 alle 02.45 di notte ingenti forze anglo-americane sbarcarono ad Anzio, creando una testa di ponte alle porte di Roma: da questa data si intensificano notevolmente i bombardamenti sui Castelli Romani.
Il 30 gennaio 1944, in seguito ad un'azione partigiana nella quale era stato gravemente ferito un ufficiale tedesco, a Marino viene fermato Ferdinando Lanciotti, il quale trovato in possesso di un'arma da fuoco viene fucilato sul posto. Il 1º febbraio 1944 vengono bombardate Ariccia ed Albano Laziale: la via Appia è impraticabile.
Mercoledì 2 febbraio 1944 alle ore 12.30 circa alcuni bombardieri North American B-25 Mitchell della 15ª United States Army Air Forces, dal tonnellaggio di 1360 chilogrammi di bombe ciascuno, bombardarono Marino colpendo il centro storico in diagonale: così Zaccaria Negroni, all'epoca capo locale del Comitato di Liberazione Nazionale, descrive il momento forse più tragico delle sue memorie di guerra, Marino sotto le bombe:
Le dodici e trenta: rombo di motori. Allarme. Ma pochi si avviano ai ricoveri; i più stanno a guardare, come il solito: ne son passate tante di formazioni, specie negli ultimi giorni! Queste... dove andranno a seminare la morte?... Ecco, una formazione è passata. Se ne sente arrivare una seconda; passerà anche questa come le altre.
Un improvviso boato rompe bruscamente ogni illusione. (Era il crollo di Palazzo Colonna, colpito da grosse bombe a catena). Si corre ai ricoveri. Tardi! Una pioggia di bombe sopraggiunge, preannunciata da sibili laceranti. E poi un'altra e un'altra ancora.
Il paese è sepolto nel fumo e nella polvere dei calcinacci: non si vede a un metro di distanza. Grida. Gemiti. Pianti. Macerie.
Rinuncio a descrivere. Chi ha vissuto quei momenti sa; chi non li ha vissuti... non può capire.»
(Zaccaria Negroni, Marino sotto le bombe, pp. 15-16.)
Venne completamente distrutto Palazzo Colonna, dove era stata installata una stadio radio tedesca -e pare che lo stesso feldmaresciallo Albert Kesselring se ne fosse appena servito-; furono anche completamente distrutte la fontana dei Quattro Mori, travolta dalle macerie della facciata orientale di Palazzo Colonna, e la Villa Colonna di Belpoggio, sede di un autoparco. Nell'attuale piazza Giacomo Matteotti il crollo delle abitazioni scoprì una delle torri della duecentesca Rocca Frangipane. L'unico obiettivo militare veramente sensibile presente nel territorio di Marino, ovvero il quadrivio tra la via Maremmana Inferiore e la Via dei Laghi, venne risparmiato dai bombardamenti anglo-americani.
Il 17 febbraio 1944 il convento delle Piccole Sorelle dei Poveri, presso cui i tedeschi avevano allestito un deposito di armi e munizioni, venne colpito dai bombardamenti statunitensi: morirono diciannove suore. Il 23 maggio 1944 un bombardamento a tappeto statunitense colpisce alcuni villini situati nell'attuale quartiere Villa Desideri e devasta una parte del Cimitero Comunale. Altre incursioni aeree effettuate su Marino negli ultimi giorni di maggio colpirono via Roma -27 maggio, sette vittime civili-, ancora il Cimitero Comunale -28 maggio-, il rione Castelletto -30 maggio, numerose vittime civili-, la basilica di San Barnaba -31 maggio-. Undici morti e numerosi feriti sono il bilancio di un'incursione aerea statunitense nel quartiere Borgo Garibaldi avvenuta il 1º giugno 1944. Durante il periodo bellico, la popolazione civile cercò rifugio presso le grotte delle cantine, dove si considerava al riparo dalle incursioni aeree, e nelle gallerie della disattivata ferrovia Roma-Albano, specialmente nella galleria di Marino.
Con l'avvicinarsi della linea di fronte a Marino, il prefetto di Roma consegna al commissario prefettizio l'ordine di sgombero della città: questi a sua volta rimette ogni decisione in mano a Zaccaria Negroni, il quale per evitare la deportazione degli abitanti in qualche campo profughi e il saccheggio delle case abbandonate -come avvenuto ad esempio nella vicina Lanuvio- si rifiuta di far eseguire l'ordine di sfollamento.

Edifici in piazza San Barnaba dopo il bombardamento del 2 febbraio 1944.

Durante la nottata tra 3 e 4 giugno 1944 ormai è chiaro che il fronte tedesco, attestato lungo la linea Hitler tra Lanuvio, Velletri e Valmontone sta inesorabilmente crollando: il ritiro dei tedeschi si intensifica, così come il cannoneggiamento alleato. I tedeschi organizzano una debole resistenza all'ingresso di Marino, in località San Rocco: all'arrivo dei primi soldati alleati provenienti da Grottaferrata si verificheranno scontri di piccola intensità che lasceranno sul terreno alcuni morti. Occupata completamente Marino, gli alleati nominano Zaccaria Negroni sindaco pro tempore e partono alla volta di Roma, liberata nella notte tra 4 e 5 giugno.

## Il secondo dopoguerra

### Gli anni della ricostruzione (1944 - 1960)
Dopo la liberazione di Roma, il sindaco pro tempore Zaccaria Negroni e la giunta comunale si trovarono davanti ad un panorama desolante: il dieci per cento delle case erano distrutte o gravemente danneggiate, ogni collegamento ferroviario e le tramvie dei Castelli Romani erano disattivate a causa dei bombardamenti, molte strade erano bloccate dai detriti dei bombardamenti. Immediatamente dopo la distruzione di Palazzo Colonna, fino ad allora sede municipale, alcuni uffici comunali si trasferirono presso i locali dell'Oratorio della Coroncina, nei sotterranei della basilica di San Barnaba.

### Gli anni del boom economico (1960 - 1990)
Nel 1966 lo Stadio Comunale Ferentum, rinnovato, viene inaugurato dal sindaco Giulio Santarelli e dal Ministro del turismo e dello spettacolo onorevole Achille Corona, alla presenza dell'abate parroco Giovanni Lovrovich e con la partecipazione straordinaria di Sophia Loren, proprietaria assieme al marito Carlo Ponti di una storica villa situata ai piedi del centro storico di Marino, lungo la Strada statale 217 Via dei Laghi.
Il 6 agosto 1970 il Parlamento approvò una mozione che dichiarò il vino di Marino prodotto DOC (Denominazione di origine controllata). La produzione di questo vino è prerogrativa dei territori di Marino, Ciampino, Castel Gandolfo, Grottaferrata e Roma. (Vedi Marino (vino), Marino spumante, Marino superiore)
Il 25 settembre 1974, dopo due anni di preparazione, la L. R. n°69 concesse alla frazione di Ciampino, la cui crescita urbana esponenziale era iniziata negli anni trenta grazie alla ferrovia e all'aeroporto, di staccarsi dal comune di Marino. L'indipendenza divenne effettiva il 18 dicembre 1974. (Vedi Ciampino)
Nel 1979 venne varato un nuovo Piano Regolatore Generale per il comune di Marino, che prevedé l'urbanizzazione pianificata di Santa Maria delle Mole e Frattocchie, oltre che l'espansione del centro storico.
Nel 1988 la Regione Lazio istituisce il Parco Regionale dell'Appia Antica, per un totale di 3600 ettari di verde tra i comuni di Roma, Ciampino e Marino.

### L'ultimo decennio del Novecento (1990 - 2000)
Durante i Mondiali di calcio Italia 1990 la Nazionale italiana di calcio venne ospitata in ritiro a Marino. Per l'occasione, venne restaurato lo Stadio Comunale che ospitò gli allenamenti degli azzurri. Sempre nella circostanza del Mondiale, venne risitemato  'u Giardinacciu, ora piazza Giuseppe Garibaldi.
Dopo la chiusura delle cave di peperino di Marino, l'interesse per questo materiale non andò scemando, anzi: tra il 1978 ed il 1990 il Comune di Marino organizzò la Biennale della Pietra, con la partecipazione di artisti come il marinese Paolo Marazzi, lo spagnolo Luis Ramos ed il giapponese Kazuto Kuetani. Il 5 ottobre 1991 il Consiglio comunale ha approvato il vincolo storico per una parte della cave abbandonate , attorno a cui è cresciuto il quartiere Cave di Peperino, che rivestono ancora oggi un fascino particolare.
Il 12 gennaio 1992 si tenne un referendum tra i residenti delle frazioni di Santa Maria delle Mole, Cava dei Selci e Frattocchie, attuali circoscrizioni II e III del comune di Marino, per ottenere l'autonomia del loro territorio, sotto il nome di Comune Autonomo di Boville: l'85.5% dei votanti si espresse in favore della separazione. Nel 1994 venne costituito il Comune Autonomo di Boville, subito dopo però soppresso e riaccorpato a Marino: il neo-ricostituito comune di Marino fu commissariato fino a nuove elezioni. Il comune autonomo di Boville venne costituito con legge regionale n° 56 del 21 ottobre 1993: all'atto della sua creazione era vasto 16.89 km2 -contro i 26.10 km2 totali del comune di Marino con le frazioni- ed aveva una popolazione di 18.818 abitanti -contro i 32.903 abitanti del comune di Marino con le frazioni-. La soppressione del comune fu sancita dalla sentenza della Corte Costituzionale n° 433 del 6 settembre 1995. La Corte Costituzionale, in una successiva sentenza (n° 43/03) riguardo l'autonomia della frazione di Baranzate dal comune di Bollate, in provincia di Milano, elevò il caso dell'autonomia di Boville quasi ad esempio, asserendo:
(Sentenza della Corte Costituzionale n° 43 del 10 febbraio 2003.)

## Il Duemila

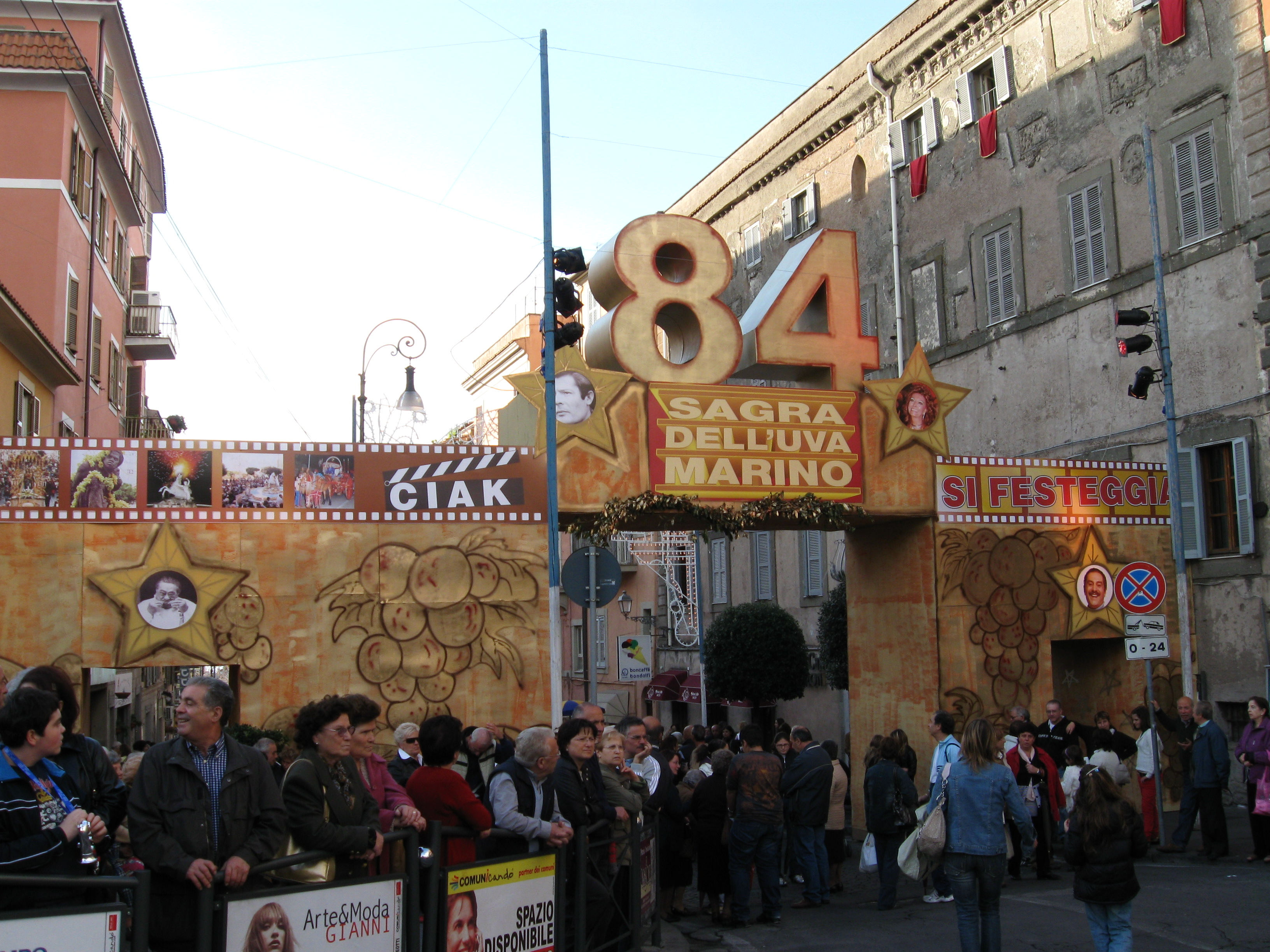
L'arco trionfale in cartongesso realizzato su corso Trieste per la Sagra dell'Uva 2008.

Domenica 3 ottobre 2004, durante i festeggiamenti dell'ottantesima edizione della Sagra dell'Uva, viene siglato un nuovo gemellaggio tra Marino e la città greca di Lepanto -oggi chiamata Nafpaktos-.
Sabato 12 aprile 2008 sono state avvertite due piccole scosse di terremoto con epicentro tra Marino, Ciampino e Frascati ed ipocentro a circa dieci chilometri nel sottosuolo: la prima scossa, avvertita alle 07.45, è stata di magnitudo 3.8, mentre la seconda scossa delle 07.58 è stata di magnitudo 2.2. I primi a segnalare alla Protezione Civile l'avvenuto sisma sono stati i Vigili Urbani di Marino, che per tutta la mattinata hanno effettuato controlli alla stabilità di scuole ed edifici pubblici.
In seguito all'ordinanza contro la prostituzione firmata dal sindaco di Roma Gianni Alemanno il 14 settembre 2008, i sindaci dei comuni del circondario romano hanno notato un crescente spostamento delle prostitute verso i propri comuni: segnatamente, ciò è stato notato a Frascati dal sindaco Francesco Posa e a Marino dal sindaco Adriano Palozzi. Il sindaco di Marino ha così pensato di emanare un'ordinanza contro la prostituzione sul territorio marinese, in data 2 ottobre 2008:
(Ordinanza municipale del Comune di Marino 1 ottobre 2008.)
Tuttavia, il presidente della Provincia di Roma Nicola Zingaretti, in un vertice con i sindaci dei comuni del circondario romano tenutosi il 6 ottobre 2008, si è espresso sull'inutilità di moltiplicare simili iniziative anti-prostituzione al di fuori del comune di Roma.
Il 9 dicembre 2008 Vladimir Luxuria si è recato al Museo Civico Umberto Mastroianni per visitarvi la mostra allestita in memoria di Luciano Massimo Consoli, defunto presidente del circolo di cultura omosessuale di Roma. Nel corso della visita, l'ex-onorevole si è recata in visita presso il convento delle suore domenicane di clausura.
Il 10 dicembre 2008 è stata ricevuta presso Palazzo Colonna una delegazione di autorità della Sierra Leone formata dal vescovo di Makeni monsignor Giorgio Biguzzi, dal sindaco di Makeni Alhaji Andrew Kanu e dal presidente della Provincia del Nord nonché ministro degli Affari Interni del governo in carica. L'incontro, che ha visto la partecipazione del neo-insediato abate parroco della basilica di San Barnaba monsignor Pietro Massari, responsabile della missione della Diocesi suburbicaria di Albano nel territorio della diocesi di Makeni, è stato seguito l'11 dicembre da una messa in basilica.